# H. H. Asquith

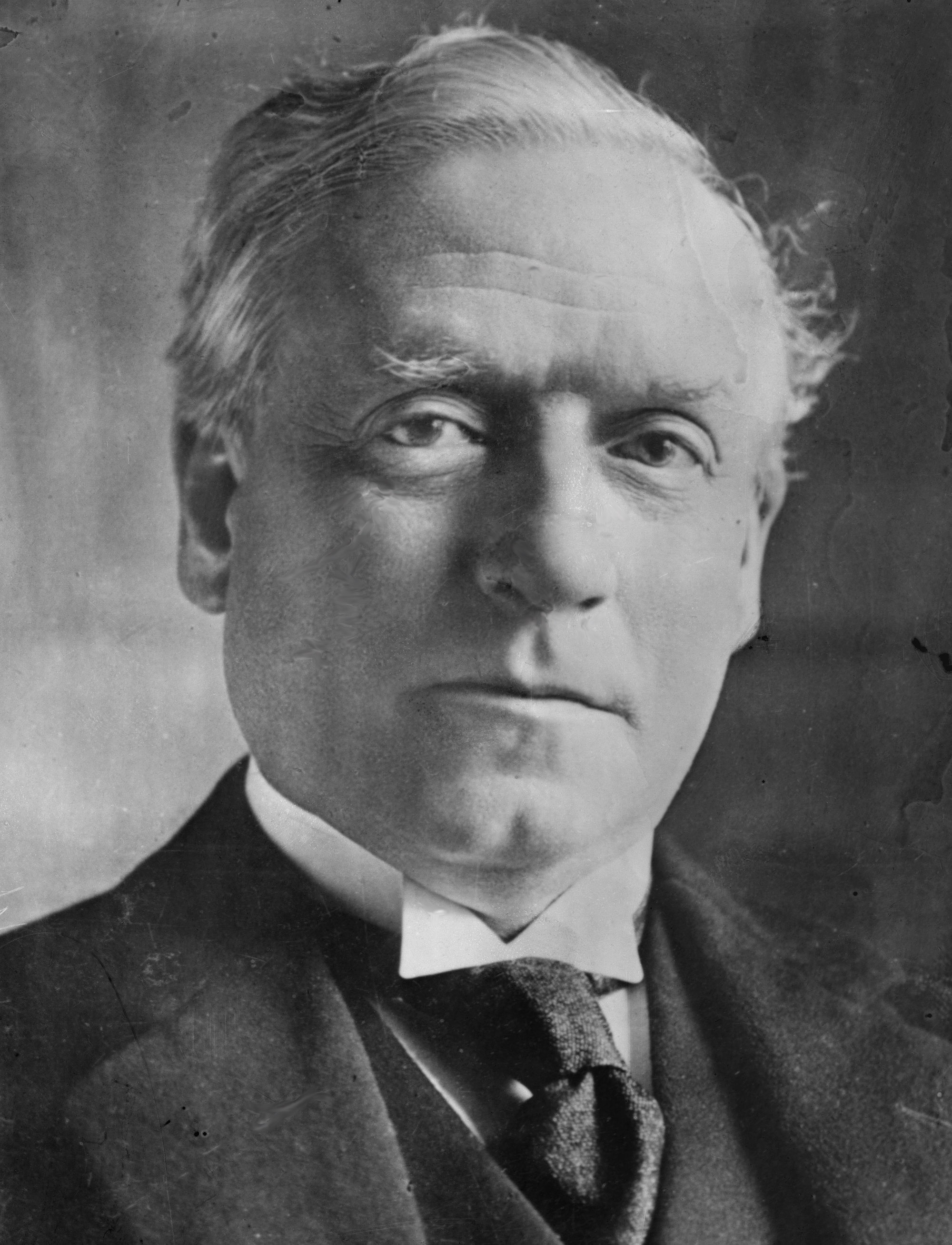
Herbert Henry Asquith

Herbert Henry Asquith, 1. Earl of Oxford and Asquith KG, PC, KC (* 12. September 1852 in Morley, Yorkshire; † 15. Februar 1928 in Sutton Courtenay, Berkshire), üblicherweise bekannt als H. H. Asquith, war ein britischer Politiker der Liberalen Partei und Premierminister des Vereinigten Königreichs von 1908 bis 1916. Asquiths Name ist vor allem verbunden mit den großen sozialen Reformen seiner liberalen Regierung in den Jahren 1906 bis 1914 und den daraus resultierenden heftigen Auseinandersetzungen mit der konservativen Opposition.
Aus einer mittelständischen Familie stammend, gewann Asquith ein Stipendium am Balliol College der University of Oxford, wo er brillierte. Nach einer Karriere als Anwalt bewarb er sich als Kandidat der Liberalen Partei für einen Sitz im Unterhaus (House of Commons). Von 1892 bis 1895 war er in den Regierungen von Gladstone (viertes Kabinett) und Rosebery Innenminister.
Nach einer längeren liberalen Oppositionsphase war er Schatzkanzler in der liberalen Regierung Campbell-Bannerman (5. Dezember 1905 bis 6. April 1908). Er wurde ab 1895 in seiner Partei als kommender Mann gehandelt. Henry Campbell-Bannerman (1836–1908) erlitt 1907 einige Herzattacken, trat am 3. April 1908 zurück und Asquith wurde Premierminister. In seine Ägide als Premierminister fielen die andauernden politischen Auseinandersetzungen um die sozialen Reformvorhaben der Liberalen und um die umstrittene Frage der Selbstverwaltung Irlands (Home Rule). Im Parliament Act 1911 konnte schließlich das Vetorecht des traditionell konservativ dominierten Oberhauses (House of Lords) gebrochen und folgend auch eine Altersrente, eine Krankenversicherung und eine Invalidenversicherung eingeführt werden. Außenpolitisch wurde seiner Regierung das Flottenwettrüsten mit dem Deutschen Reich aufgezwungen, und Großbritannien band sich in einer immer engeren Allianz an Frankreich.
Im August 1914 führte Asquith das Vereinigte Königreich in den Ersten Weltkrieg. 1915 war er angesichts der schwierigen militärischen Lage (insbesondere wegen der erfolglosen Schlacht von Gallipoli) gezwungen, eine Koalitionsregierung mit der Konservativen Partei zu bilden (Zweite Regierung Asquith 25. Mai 1915 bis 5. Dezember 1916).
In der Folge sank Asquiths politischer Stern und er geriet zunehmend in die Kritik einer ihm größtenteils feindlich gesinnten Presse. Erfolge wurden seinem innerparteilichen Rivalen Lloyd George zugeschrieben und Misserfolge Asquith angelastet. Ende 1916 wurde er schließlich von Lloyd George und den Konservativen gestürzt; er führte daraufhin den größeren Teil der Liberalen Partei in die Opposition und in den nachfolgenden Jahren in die politische Bedeutungslosigkeit.

## Leben

### Herkunft und früher Werdegang
Asquith wurde als zweiter Sohn von Joseph Dixon Asquith und seiner Frau Emily in eine mittelständische Dissenter-Familie in Morley geboren. In jungen Jahren wurde er in der Familie „Herbert“ gerufen, seine zweite Frau nannte ihn jedoch „Henry“. In der Öffentlichkeit wurde er immer H. H. Asquith genannt, er selbst unterschrieb ebenfalls immer mit „H. H. Asquith“. Sein Biograph Roy Jenkins schreibt dazu: „Es gibt wenige Personen von nationaler Bedeutung, deren Vornamen in der Öffentlichkeit so wenig bekannt waren“.
Die Asquiths waren seit langem eine der bekannteren Familien in Morley, wo sich ihre Wurzeln (teils auch Askwith buchstabiert) mindestens bis ins 18. Jahrhundert zurückverfolgen lassen. Sein Vater, als mittelständischer Angestellter im Wollhandel beschäftigt, konnte der Familie einen bescheidenen Wohlstand ermöglichen. Asquith beschrieb diese frühen Jahre als „ein Leben in einfacher Behaglichkeit inmitten einer halbländlichen Umgebung“. Joseph Asquith starb frühzeitig an einer plötzlichen Krankheit im Juni 1860, als Asquith erst acht Jahre alt war; er hatte aufgrund dieses frühen Todes im Gegensatz zu seiner Mutter kaum einen prägenden Einfluss auf Asquith. Zu seinem Bruder William hatte er in der Jugendzeit ein enges Verhältnis.
Die Familie zog nach dem Tod des Vaters nach Huddersfield, wo sie von Asquiths Onkel, William Willans, unterstützt wurde. Dieser sorgte dafür, dass Asquith das Huddersfield New College besuchen konnte. Nachdem Willans ebenfalls verstorben war, zog die Familie nach Sussex um und wurde von John Willans unterstützt. Als John Willans aus geschäftlichen Gründen nach Yorkshire umzog, wurde die Familie getrennt und bei verschiedenen Familien untergebracht.
Asquith und sein Bruder besuchten nun die City of London School, wo Asquith hervorragende Leistungen erzielte, wobei er vor allem in Englisch und der Klassischen Altertumswissenschaft brillierte. Dazu erlernte er mehrere Fremdsprachen wie Deutsch und Französisch. In seiner Freizeit besuchte er den Palace of Westminster und hörte sich als Zuschauer einige der Parlamentsdebatten an. In einem Brief an seine Mutter bemerkte er, er habe den Reden von Benjamin Disraeli und Robert Lowe zugehört. Seinem Schuldirektor Edwin Abbott Abbott blieb er zeitlebens verbunden und äußerte, dass er tief in dessen Schuld stehe. Dieser meinte jedoch, er habe nie einen Schüler gehabt, der ihm weniger verdanke und so viel seinen eigenen vorhandenen Fähigkeiten. Abbott ermutigte Asquith, sich für ein Stipendium am Balliol College der Universität Oxford zu bewerben, eines der landesweit führenden Stipendien. Asquith erhielt es und im Herbst 1870 begann er seine Studien am Balliol College.

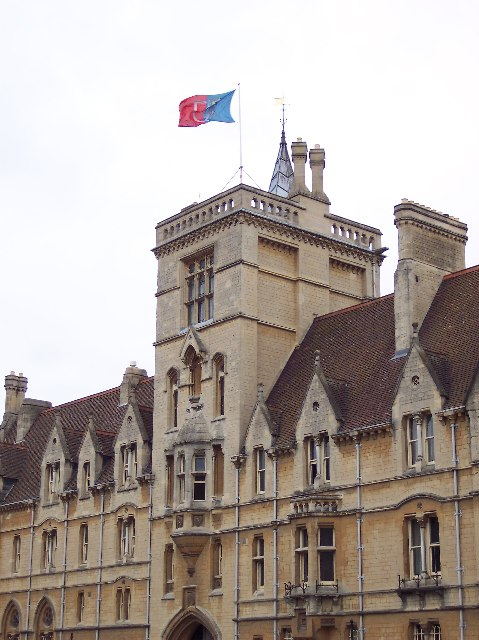
Balliol College, Oxford

Er kam ans Balliol College zu einer Zeit, als dieses in seiner Reputation und der Zahl seiner Studenten stark anwuchs. Verdankten Balliol und die anderen Colleges in Oxford ihre Studenten vormals mit großer Mehrheit den Public Schools (vor allem Eton und Harrow), begann sich dies in den 1870ern graduell zu ändern und Balliol zog nun Studenten aus aller Welt an. Unter der Leitung von Benjamin Jowett blühte Balliol auf und errang im Renommee einen führenden Platz unter den Colleges in Oxford. Asquith übertraf alle Erwartungen und erbrachte glänzende Leistungen. Er machte sich schnell einen Namen und wurde Mittelpunkt einer Gruppe junger Studenten, zu der auch Charles Gore, Herbert Woodfield Paul und William Hurrell Mallock gehörten. Alle vereinte das Interesse am Debattierclub Oxford Union, wo Asquith bereits einen Monat nach seiner Ankunft sprach und in seinem letzten Jahr zum Präsidenten gewählt wurde. Die progressiven liberalen Ansichten des Tutoren Thomas Hill Green, die in Oxford großen Einfluss hatten, beeinflussten ihn zudem in seinen politischen Ansichten. Gegen Ende seiner Zeit in Oxford wurde er Vorsitzender einer einflussreichen Studentenvereinigung. Er schloss sein Studium mit Bestnoten in Greats bzw. Literae humaniores ab. Balliol blieb sein ganzes Leben lang seine spirituelle Heimat. Nach der Ansicht seiner Zeitgenossen verkörperte er wie kein anderer den von ihm geprägten Spruch, dass die Menschen des Balliol „das ruhige Bewusstsein einer mühelosen Überlegenheit“ besäßen.
Seine Biographen sehen in seiner Zeit in Oxford seine formativen Jahre, in denen er bereits seine späteren Stärken – wie etwa seine Debattenstärke und seine schnelle Auffassungsgabe – aber auch seine Schwächen herausbildete. So sah der Historiker R. B. McCallum kurz nach dessen Tod gerade durch das Greats-Studium Asquiths spätere Tendenz zu einer zu starken Betonung intellektueller Analyse und einer Abwertung von tatsächlicher Erfahrung angelegt. Dieser „für das Greats-Training charakteristische Fehler“ hätte später zu einer zu eng gefassten Vision geführt. Dazu sei durch das Studium griechisch-römischer Autoren ein Stoizismus zu seinem zweiten Naturell geworden. Zudem wird seine Außenseiter-Position in seinen frühen Jahren betont; auch wenn er unter intellektuell Gleichen Freunde fand, erfuhr er von gesellschaftlich Höherstehenden Ablehnung, was ihn später Offenheit und Inklusion befürworten ließen.

### Familie

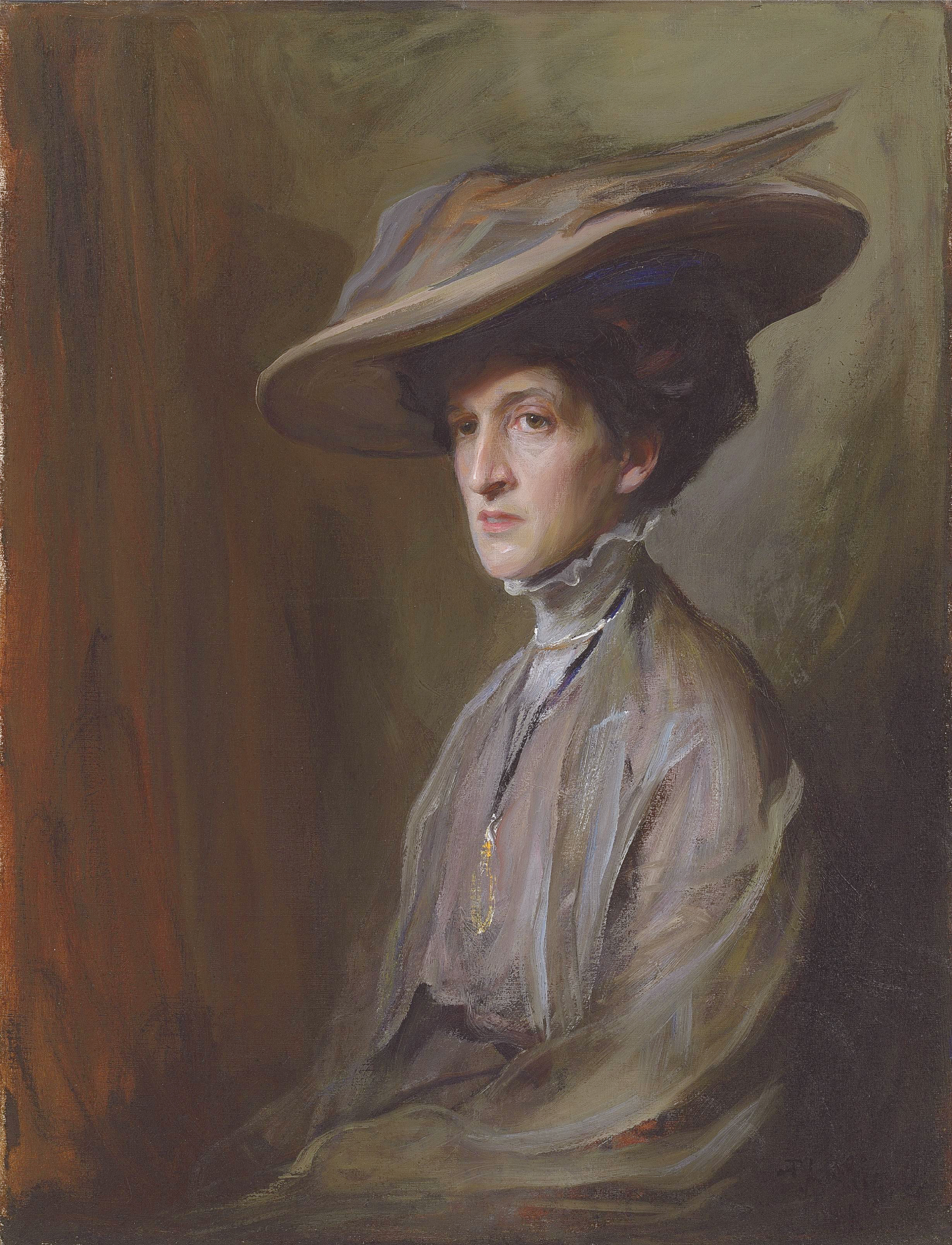
Margot, die zweite Frau Asquiths (1909)

1877 heiratete Asquith Helen Kelsall Melland, die Tochter eines Arztes aus Manchester. Dem vorangegangen war eine lange Phase der (zunächst heimlichen) Verlobung. Helen entstammte einem ähnlichen sozialen Umfeld wie Asquith. Helens Vater war ein prominenter Arzt in Manchester, der ebenfalls für Liberalismus und Freihandel eintrat. Dazu hing die Familie ebenfalls den Nonkonformisten an. Aus der Ehe gingen vier Söhne und eine Tochter hervor, bevor Helen im Sommer 1891 an Typhus starb, während die Familie in Schottland Urlaub machte.
Helen wird als eine einfache Frau des viktorianischen Zeitalters beschrieben, die vor allem ihre Familie als den Mittelpunkt ihres Lebens und ihre Lebensaufgabe ansah. Dagegen hegte sie keinerlei eigene Ambitionen und hatte auch für ihren Mann nur wenig Ehrgeiz; seine Entscheidung, politisch aktiv zu werden, bedauerte sie zunächst gegenüber einer Verwandten. Asquith selbst schrieb posthum in einem Brief an Richard Haldane: „Sie war eher eine zurückhaltende als eine stimulierende Kraft, die aber loyal und hingebungsvoll jeden Schritt duldete, den ich machte, obwohl es mich in Sphären führte, die ihr fremd und ungleichartig waren.“
Der älteste Sohn Raymond (1878–1916), übertraf seinen Vater noch in akademischen Errungenschaften; er fiel 1916 an der Somme, und so ging der Adelstitel auf dessen einzigen Sohn Julian (geboren 1916, wenige Monate vor dem Tod seines Vaters) über. Raymond blieb nach seinem frühen Tod als ein legendäres Talent in Erinnerung. Derzeitiger Titelträger ist Asquiths Urenkel Raymond Asquith, 3. Earl of Oxford and Asquith. Der zweite Sohn, Herbert Asquith (* 1882), meist „Beb“ genannt, der oft mit seinem Vater verwechselt wird, folgte seinem Vater und älteren Bruder in deren Fußstapfen, jedoch insgesamt mit weniger Erfolg. Er avancierte ebenfalls zum Präsidenten des Oxford-Debattierclubs und wurde dann Dichter und Romancier. Der dritte Sohn Arthur (* 1883), wenig intellektuell, schlug eine militärische Laufbahn ein und wurde mit 31 Jahren Brigadier-General. Die einzige Tochter aus dieser Ehe, Violet Asquith (später Violet Bonham-Carter), geboren 1887, idolisierte ihren Vater, teilte sein politisches Interesse und begann in den 1920ern, sich politisch für die Liberale Partei zu engagieren. Sie wurde später eine angesehene Autorin. 1915 heiratete sie den Privatsekretär ihres Vaters; ihr wurde 1964 ein Adelstitel auf Lebenszeit verliehen. Ein weiterer Sohn, Cyril, wurde 1890 geboren. Er folgte wiederum den akademischen Pfaden der Familie und schlug dann eine juristische Laufbahn ein. Er wurde Law Lord (Mitglied des Oberhauses mit besonderem Verantwortungsbereich in Rechtsfragen). Für Asquiths Biografen Roy Jenkins waren drei der Kinder bemerkenswert und die beiden anderen zumindest nicht unbedeutend. Das einzige, was ihnen von ihrem Vater fehlte, sei ein anhaltender Ehrgeiz gewesen, um Einfluss auf das große Geschehen zu nehmen.
Nach dem Tod seiner ersten Frau kaufte Asquith ein Haus in Surrey und engagierte Kindermädchen und Hauspersonal für seine Kinder, während er selbst während der Werkwochen in London arbeitete.
1894 heiratete Asquith Emma Alice Margaret Tennant (1864–1945), genannt „Margot“, die er 1891 kennengelernt und dann über eine längere Phase intensiv umworben hatte. Die meinungsfreudige und extrovertierte Margot Asquith stellte in vielen Bereichen das Gegenteil von Asquiths erster Frau dar. Stephen Bates nennt sie in seiner Biographie Asquiths die Antithese Helens und eine der dynamischsten Frauen, die je in 10 Downing Street (dem Londoner Wohnsitz der Premierminister) wohnten. Sie war die Tochter von Sir Charles Clow Tennant, 1. Baronet, einem liberalen Parlamentsmitglied und einem der reichsten Männer Schottlands. Anders als Helen war sie als Frau für die viktorianische Zeit ungewöhnlich gut ausgebildet worden. Äußerst meinungsfreudig, interessierte sie sich stark für Kunst und Politik und kleidete sich auffallend extravagant und chic. Aus dieser Ehe gingen fünf Kinder hervor, von denen zwei die Kindheit überlebten: Elizabeth (1897–1945; später Prinzessin Antoine Bibesco), eine Schriftstellerin, und Anthony (1902–1968), später Filmregisseur. Mit der Tochter aus erster Ehe, Violet, hatte Margot ein notorisch angespanntes Verhältnis, welches Asquith zuweilen als ein „chronisches Mißverständnis“ beschrieb.
Unter seinen weiteren Nachfahren befinden sich die beiden Schauspielerinnen Helena Bonham Carter und Anna Chancellor, Dominic Asquith, Karrierediplomat und derzeitiger britischer Hochkommissar in Indien sowie Laura Miranda, Tochter Violet Bonham Carters und Frau des früheren Chefs der Liberalen Partei, Jo Grimond.

### Beginn der politischen Karriere

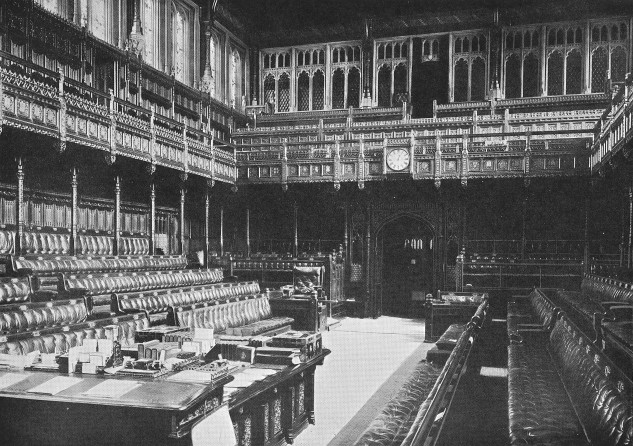
Das britische Unterhaus (Aufnahme aus dem Jahr 1851).

Um sein Einkommen aufzubessern, begann Asquith ab 1876, Artikel für den Spectator zu schreiben, der damals eher liberal ausgerichtet war. Nach dem Studium entschied er sich dazu, Rechtsanwalt zu werden und erhielt 1876 seine Gerichtszulassung. Im viktorianischen Zeitalter war der Beruf des Rechtsanwalts eine übliche Berufsentscheidung für einen späteren Einstieg in die Politik, insbesondere auch für Leute, die sich aufgrund ihrer Herkunft den Gang in die Politik (die zu dieser Zeit in fast allen Bereichen eine unbezahlte Tätigkeit war) zunächst noch nicht leisten konnten. Wie er später gestand, war der Anfang schwer; „für die ersten fünf oder sechs Jahre war meine Arbeit klein, unregelmäßig und von einem materiellen Standpunkt aus weder produktiv noch vielversprechend.“ Ab den frühen 1880er Jahren kam er schließlich zu Wohlstand. 1885 wurde sein enger Freund Richard Haldane ins Unterhaus (House of Commons) gewählt; bei den fälligen Neuwahlen 1886 schlug Haldane Asquith vor, als liberaler Kandidat für den Wahlkreis von East Fife zu kandidieren, da der lokale liberale Abgeordnete nicht mehr die liberale Regierung, sondern Joseph Chamberlains unabhängige Unionisten unterstützte. Obwohl er keinerlei Verbindungen zu Schottland hatte, wurde Asquith von der lokalen liberalen Parteiorganisation bestätigt. Asquith gelang auf Anhieb der Einzug ins House of Commons für diesen abgeschiedenen Wahlkreis, der seit dem Great Reform Act von 1832 fest in liberaler Hand war. Mit Haldane und Edward Grey, einem weiteren jungen Parlamentsmitglied, formte Asquith bald eine enge Freundschaft.

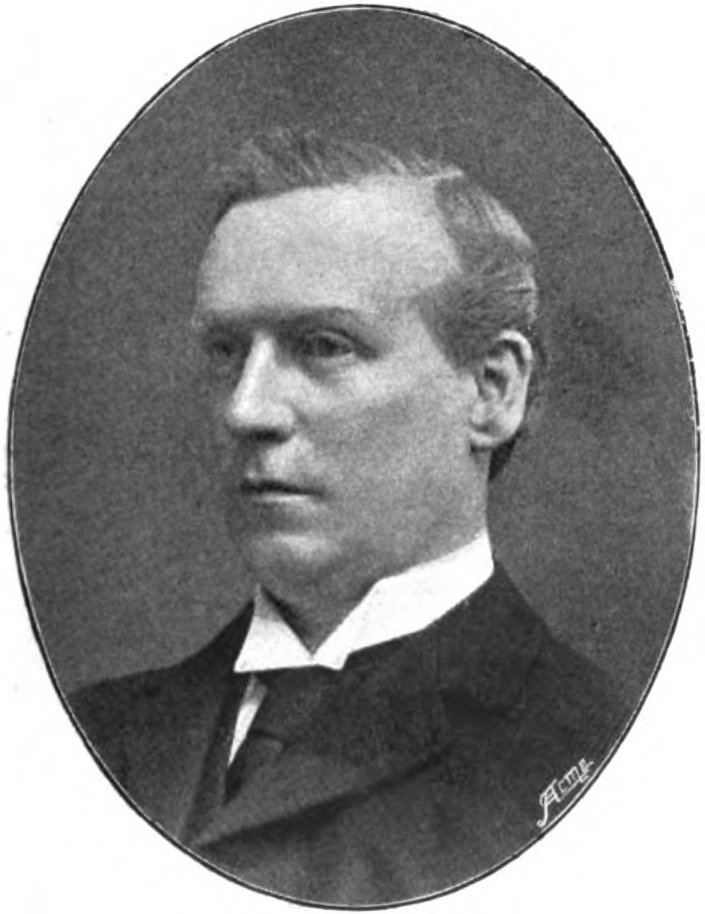
Asquith im Jahre 1895.

Asquiths politische Karriere fiel zusammen mit immer weiter zunehmenden Spannungen im politischen Gefüge Großbritanniens. Zudem erlebte das Land einen Zeitenwechsel; war das 19. Jahrhundert über lange Strecken von den Liberalen politisch dominiert worden, führte Gladstones Eintreten für die irische “Home Rule” nun zur Spaltung der Liberalen Partei und zu einem Ende der liberalen Dominanz in der Wählergunst. Das radikale Gebaren irischer Extremisten alarmierte Teile der britischen Mittelschicht, die in deren aggressiven Verhalten einen Angriff auf die soziale Ordnung und die Eigentumsrechte sah. Eine Gruppe Liberaler, die in Gladstones Initiative eine Gefahr für die ab 1800 bestehende Union zwischen Großbritannien und Irland sahen, wandten sich von den Liberalen ab und bildeten als Liberale Unionisten eine eigenständige Fraktion im Unterhaus. In Verbund mit der konservativen Partei brachten sie Gladstones Gesetzesvorlage für die irische Selbstverwaltung 1886 zu Fall. Die schrittweise Annäherung der Liberalen Unionisten an die Konservativen bedeutete für die Liberale Partei eine schwere Hypothek und erlaubte den Konservativen unter ihrem führenden Vertreter Salisbury eine Phase der Dominanz. Besonders schwerwiegend waren die Folgen im Oberhaus (House of Lords), wo die große Masse liberaler Peers die Seiten wechselte und das Kräfteverhältnis nachhaltig und drastisch zu Gunsten der Konservativen beeinflusst wurde. Die Diskussion über die „Home Rule“ sorgte für erhebliche Spannungen zwischen Anhängern und Gegnern.
Vor diesem Hintergrund hielt Asquith im März 1887 seine erste Rede im Unterhaus; während des Rests der parlamentarischen Sitzungsperiode meldete er sich gelegentlich dort zu Wort, meist zu irischen Fragen, die das dominierende politische Thema waren und für den liberalen Premierminister William Ewart Gladstone mehr und mehr zur zentralen Sachfrage und einer obsessiven persönlichen Agenda wurden.
Asquiths Potential fiel sehr schnell den liberalen Größen auf. Sir William Harcourt vermerkte 1890 in einem Brief an John Morley, Asquith sei bei weitem der beste der jungen Abgeordneten. Auch Gladstone wurde schnell auf ihn aufmerksam, lud ihn zu sich ein und erteilte ihm politische Ratschläge. Den ersten Posten verschaffte ihm Gladstone 1892, als er Asquith zum Innenminister in seinem vierten Kabinett machte. Während andere neue Parlamentsmitglieder sich mit Posten als einfache Juniorminister außerhalb des Kabinetts begnügen mussten, war er damit der mit Abstand am höchsten beförderte Politiker seiner Generation. Zudem wurde er in den Privy Council aufgenommen.
Im folgenden Jahr (1893) nahm Gladstone einen neuen Anlauf, um die Home Rule in Irland zu etablieren. Asquith als Innenminister hielt im Verlauf der hitzigen Unterhausdebatten eine vielbeachtete Rede. Obwohl das Gesetz das Unterhaus schließlich erfolgreich passierte, wurde es im September 1893 vom Oberhaus mit einer Mehrheit von 419 zu 41 Stimmen abgelehnt. Damit war Gladstones Bestrebungen ein Ende gesetzt. Diese Agenda fortzuführen, hätte eine direkte Konfrontation mit dem Oberhaus und eine konstitutionelle Krise bedeutet. Gladstone musste sich einer ablehnenden Mehrheit des Kabinetts beugen, die nun zurückschreckte und nicht so weit gehen wollte, die Nation wegen Irland in eine konstitutionelle Krise zu stürzen. Im gleichen Jahr musste Asquith als Innenminister mit einem Kohlenarbeiterstreik in Yorkshire fertig werden, der zu gewalttätigen Auseinandersetzungen und Aufruhr führte. Da die örtliche Polizei die Kontrolle verloren hatte, beorderte er Truppen in die Region, um die öffentliche Ordnung zu gewährleisten; örtliche Magistrate ließen in Featherstone kurz darauf während einer Demonstration den Riot Act öffentlich vorlesen und die anwesenden Soldaten in die Menge feuern, worauf zwei Demonstranten starben. Asquith setzte deshalb in der Folge eine unabhängige Kommission ein, die sich mit der Handhabung der Angelegenheit seitens der Verantwortlichen befassen sollte. Dennoch verfolgte ihn dieses Ereignis noch jahrelang und er wurde auch in den kommenden Jahrzehnten bei Wahlkampfauftritten gelegentlich von Demonstranten mit dieser Episode konfrontiert, die seine Reden mit Rufen nach Featherstone unterbrachen. Auf seine Initiative hin wurde ein Gesetzentwurf verabschiedet, der auf Minenbetreiber zielte und diese haftbar machen sollte für Unfälle ihrer Angestellten im Betrieb. Das Gesetz wurde jedoch vom Oberhaus zurückgewiesen.
1894 trat der hochbetagte Gladstone zurück; er selbst sah William Harcourt als seinen Nachfolger vor, die Liberalen entschieden sich jedoch für Lord Rosebery – auch wegen Königin Victorias Abneigung für ersteren. Die folgende Phase der liberalen Regierung war von einem unsicheren Balanceakt gekennzeichnet. Harcourt trat Roseberys Regierung nur gegen weitreichende Zugeständnisse als neuer Schatzkanzler (Finanzminister) bei. Als Führer der liberalen Regierungsfraktion im Unterhaus unterlief er wiederholt die Führung Roseberys, der im Oberhaus saß. Über Fragen der Außen- und Finanzpolitik waren beide völlig zerstritten. Im Zuge der Armenischen Krise kam zudem Gladstone aus seinem Ruhestand zurück und unterminierte Rosebery, indem er energisch – wie schon im Zuge seiner Midlothian-Kampagne vor dem Hintergrund der Balkankrise 1877/78 – eine militärische Intervention Großbritanniens gegen das Osmanische Reich forderte.
Asquith neigte in dieser einjährigen parteiinternen Auseinandersetzung instinktiv Rosebery zu; über Harcourt äußerte er: „Um die nackte Wahrheit zu sagen, [er] war ein nahezu unmöglicher Kollege und wäre ein gänzlich unmöglicher Chef geworden.“
1895 verlor die Liberale Partei die Unterhauswahlen und ging in die Opposition. Die Liberalen wurden von ihren internen Machtkämpfen zunehmend paralysiert. Zwischen Rosebery, als Führer der Liberalen im Oberhaus, und Harcourt als dem liberalen Fraktionsführer in Unterhaus herrschte auch nach der Niederlage kein Einvernehmen. Beide traten jedoch 1896 respektive 1898 zurück. Asquith wurde von mehreren Parteifreunden aufgefordert, als liberaler Oppositionsführer im Unterhaus zu kandidieren, lehnte jedoch ab, da er es sich nicht leisten konnte, sein Einkommen als Barrister für den unbezahlten Vollzeitposten des Oppositionsführers aufzugeben. Er unterstützte stattdessen Henry Campbell-Bannerman, der im Februar 1899 gewählt wurde. Innerhalb der liberalen Partei wurde er der Anführer des gegen Joseph Chamberlain gewandten Freihandelsflügels, der dessen Zollreformplänen widersprach. Zudem unterstützte er nach einigem Zögern die irische Selbstverwaltung. Dazu trat er für den Imperialismus und das Britische Empire ein; zunächst zögerlich, dann offen, unterstützte er zusammen mit Rosebery den Kurs der konservativen Regierung im Zweiten Burenkrieg. Der Burenkrieg in Südafrika bedeutete für die Liberale Partei erneut eine innere Zerreißprobe. Rosebery, Asquith und Grey unterstützten den Krieg im Zeichen des Britischen Imperialismus, John Morley und der junge David Lloyd George waren dagegen strikt gegen den Krieg. Mit Ende des Krieges rückten jedoch schnell wieder andere Themen in den Vordergrund.

### Erneute Regierungsübernahme der Liberalen

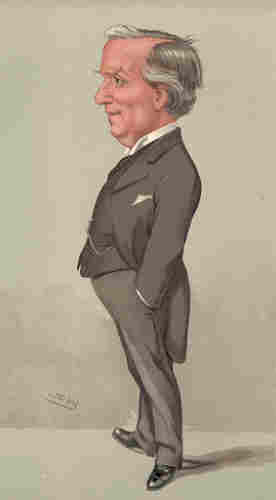
Asquith in einer Karikatur von Leslie Ward aus dem Jahr 1904

Im Verlauf des Jahres 1905 wurde deutlich, dass die konservativ-unionistische Regierung von Arthur Balfour, die in der Freihandelsfrage tief gespalten war, sich nicht mehr lange im Amt würde halten können. Parallel dazu begannen sich bei der liberalen Opposition mehrere Kandidaten für führende Kabinettsposten in Stellung zu bringen, da Henry Campbell-Bannerman zu diesem Zeitpunkt eher als ein Platzhalter und Übergangslösung gesehen wurde. Asquith, Edward Grey und Richard Haldane fanden sich im September 1905 während eines Urlaubs in Schottland zusammen, wo sie im „Relugas Compact“ Vereinbarungen trafen, unter welchen Bedingungen sie bereit wären, in eine neue Regierung einzutreten. Asquith sollte Schatzkanzler, Haldane Lord Chancellor und Grey Außenminister werden. Der Führer der Liberalen im Oberhaus und als neuer Premier gehandelte Lord Spencer schied im Oktober aus der Nachfolgediskussion aus, als er einen schweren Schlaganfall erlitt. Dadurch wurde Campbell-Bannerman der Weg für die Nachfolge geebnet. Am 4. Dezember 1905 trat Balfour schließlich (als bislang letzter Premierminister) zurück, ohne zuvor eine Wahl verloren zu haben, und übergab die Regierungsgeschäfte an die liberale Opposition. Campbell-Bannerman bot Asquith nun das Amt des Schatzkanzlers an, was dieser sofort akzeptierte. Haldanes Forderung, ins Oberhaus zu wechseln, lehnte Campbell-Bannerman definitiv ab. Damit war der Versuch von Asquith, Grey und Haldane, Campbell-Bannerman gemäß der getroffenen Vereinbarung ins Oberhaus „abzuschieben“, um so für Asquith zusätzlich zu seinem Posten als Schatzkanzler auch noch die Führung der liberalen Fraktion im Unterhaus zu gewinnen, gescheitert. Grey und Haldane erklärten daraufhin ihre Bereitschaft, ins Kabinett einzutreten.
Die Liberalen riefen sofort Neuwahlen aus, um sich im Amt bestätigen zu lassen. In den Wahlen von 1906 (die sich noch über mehrere Wochen erstreckten) erzielten die Liberalen einen klaren Erdrutsch-Sieg, während die Konservativen deutliche Verluste hinnehmen mussten. Die Wahl hatte einschneidende Folgen für die Zusammensetzung des Unterhauses. Auf Seiten der Konservativen wurden besonders Adel und Gentry zahlenmäßig deutlich dezimiert. Vor allem aber auch die Liberale Unterhausfraktion veränderte sich bei dieser Wahl stark in ihrer Zusammensetzung – vor allem Anwälte und Geschäftsleute, die vormals an einer Public school ausgebildet worden waren und später in Oxford oder Cambridge studiert hatten, waren nun weitaus stärker vertreten. Diese Veränderung repräsentierte zuallererst der neue Schatzkanzler und „zweite Mann“ der Regierung, Asquith.

### Schatzkanzler

Armutskarte von London aus dem Jahr 1889 von Charles Booth

Im späten viktorianischen Zeitalter hatten sich infolge zahlreicher sozialer Untersuchungen über die Armut in Teilen der Gesellschaft eine Reformbewegung entwickelt, die z. B. auf literarischer Seite die Auswirkungen der Armut in drastischer Weise schilderte und ein Bewusstsein für die Missstände in den unteren Gesellschaftsschichten weckte. Die Dokumentationsarbeit etwa von Charles Booth über die weit verbreitete Armut in Teilen Londons oder die analogen Studien von Benjamin Seebohm Rowntree in York rückten auch Probleme wie Alters- und Kinderarmut ins öffentliche Bewusstsein. In der Politik entspann sich bei den Liberalen zunehmend eine Diskussion über die Rolle des Staates und die Notwendigkeit, den aufgezeigten Problemen und Missständen mithilfe politischer Initiativen zu begegnen. Dies fand nun Widerhall in einem umfangreichen Reform- und Gesetzgebungsprogramm, welches die Liberalen umzusetzen versuchten. Jedoch wurden sie dabei vom konservativ dominierten Oberhaus behindert, was per Veto die meisten wichtigen Gesetzesvorhaben blockierte.
Als Schatzkanzler setzte Asquith sich mit großem Nachdruck – wenngleich weniger offensiv-sichtbar als der Handelsminister David Lloyd George – für das Prinzip des Freihandels ein. Zudem bemühte er sich darum, die allgemeinen Ausgaben zu verringern. Das erste von ihm vorgelegte Budget war in den Augen der zeitgenössischen Presse und seiner Biografen wenig beachtlich, da aufgrund der Neuwahlen und der kurzen Einarbeitungszeit des Kabinetts wenig Spielraum für eigene Akzente blieb. Im Unterhaus trug er deshalb bei der Vorstellung des Budgets vor, dass er wenig mehr als vier Monate hatte, um die Lage zu überschauen, hier jedoch die Finanzen eines ganzen Jahres vorstelle, für die er selbst folglich kaum verantwortlich zeichne. In seinem zweiten Budget von 1907 wagte Asquith dagegen einen großen innovativen Schritt und führte – zum ersten Mal in der britischen Geschichte – in der Einkommensteuer eine differenzierte Abstufung für unterschiedliche Einkommensklassen ein. Zudem unterschied er in seinem Budget erstmals zwischen Erwerbseinkommen und Einkommen aus Vermögen. Dazu erhöhte er die Erbschaftssteuer. Zugleich senkte er auf der anderen Seite die Steuern auf ausgewählte Naturalien wie Zucker, was die Armen und Einkommensschwachen begünstigen sollte. In seinem dritten Budget, das er bereits als neuer Premierminister und scheidender Schatzkanzler vorstellte, kündigte er die Einführung einer staatlichen Rente für Menschen über 70 Jahren an, die lediglich über ein geringes Einkommen verfügten.
Asquith war in dieser Zeit zunehmend der Vollstrecker des Premierministers im Unterhaus, wo er wiederholt wuchtige Rededuelle mit den führenden Vertretern der Opposition austrug. Premierminister Campbell-Bannerman, seit langem von schlechter Gesundheit, erlitt im Verlauf des Jahres 1907 drei Herzanfälle. Kurze Kuren bewirkten keine Besserung. In dieser Phase vertrat Asquith ihn jeweils. Im Februar 1908 erlitt Campbell-Bannerman einen erneuten Herzinfarkt. Schließlich trat er am 3. April 1908, rund drei Wochen vor seinem Tod, aus gesundheitlichen Gründen zurück. Asquiths Anspruch auf seine Nachfolge war unbestritten. König Eduard VII. schickte sofort nach Asquith, der daraufhin nach Biarritz reiste, wo Eduard VII. seinen üblichen Urlaub verbrachte. Dort wurde Asquith am 8. April in einer kurzen Zeremonie zum neuen Premierminister ernannt.

### Asquith als Premierminister

#### Kabinettsumbildung

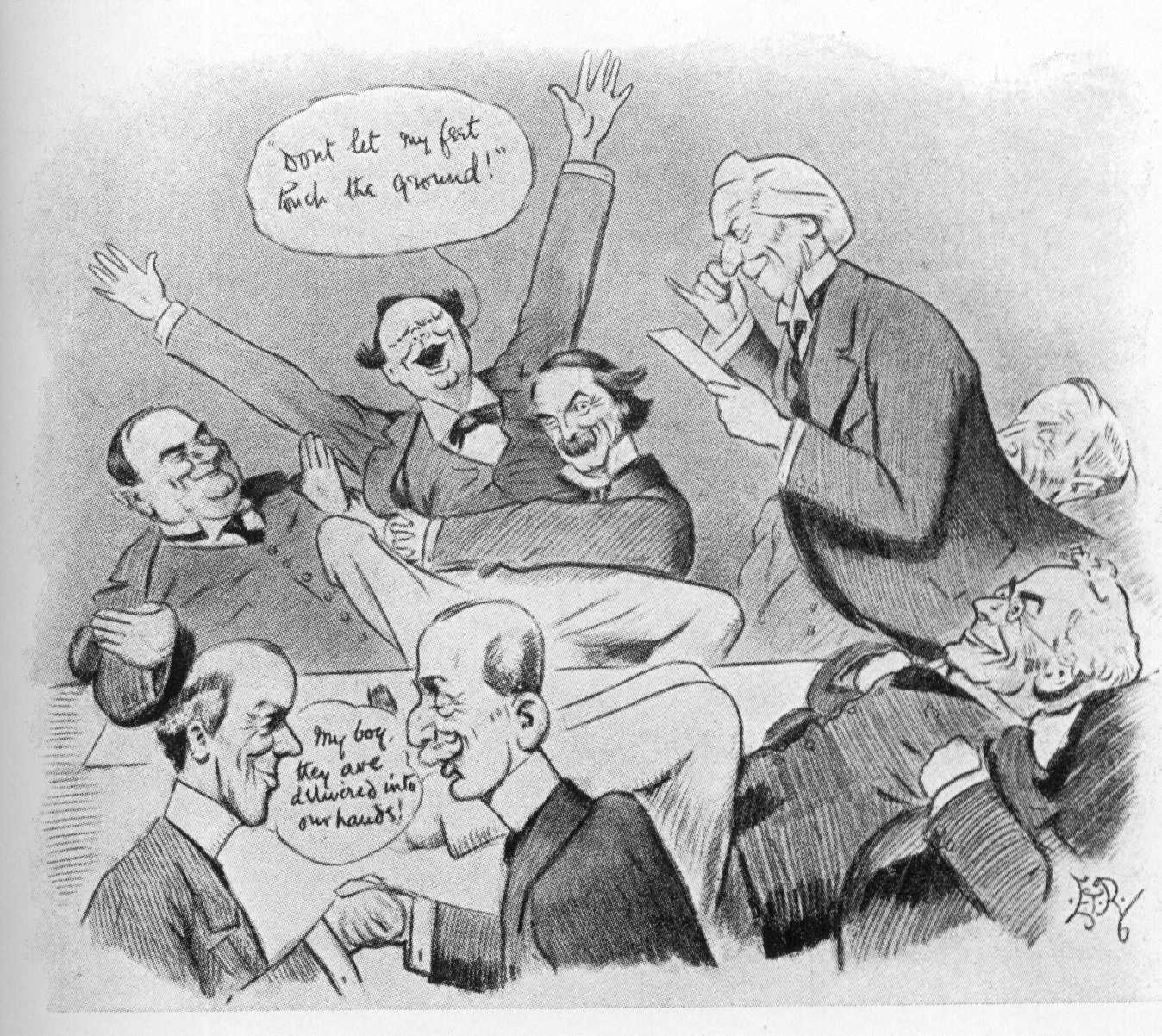
Punch-Karikatur einer liberalen Kabinettssitzung (1909)

Bei seiner Rückkehr bildete Asquith das Kabinett in einigen Positionen um; nachdem er kurz damit geliebäugelt hatte, das Amt des Schatzkanzlers weiterhin zu behalten, berief er Lloyd George zu seinem Nachfolger im Schatzamt. Da er selbst und Außenminister Grey zu den Liberalen Imperialisten gerechnet wurden, diente die Beförderung einem Ausgleich der parteiinternen Fraktionen, denn Lloyd George zählte zum linken Parteiflügel. Der junge Winston Churchill wurde an dessen Stelle President of the Board of Trade. Lord Tweedmouth, bislang Erster Lord der Admiralität, wurde auf den Posten des Lord President of the Council abgeschoben, um dafür Reginald McKenna als neuen Ersten Lord der Admiralität zu installieren. Walter Runciman, bisher Juniorminister im Schatzamt, übernahm McKennas altes Ressort, das Erziehungsministerium. Lord Elgin wurde als Kolonialminister ebenso entlassen wie der Earl of Portsmouth als Unterstaatssekretär im Kriegsministerium. Der als moderat geltende Earl of Crewe, bislang Lord President of the Council, wurde neuer Kolonialminister und zugleich Leader of the House of Lords.
Das Kabinett Asquiths gilt gemeinhin als eines der talentiertesten in der Geschichte des 20. Jahrhunderts. Es vereinte mit Richard Haldane, John Morley und Augustine Birrell intellektuelle Köpfe von hohem Ruf, dazu wurde durch die Beförderungen von Lloyd George zum Schatzkanzler und von Winston Churchill, der Lloyd Georges altes Ressort übernahm, zwei aufstrebende politische Köpfe integriert, die bereits als rhetorische Schwergewichte galten. Beide erkannte Asquith als wertvolle Aktivposten und behandelte sie freundlich, ließ ihnen gegenüber als ehemaliger Balliol-Absolvent jedoch immer intellektuellen Snobismus erkennen. In kurzer Zeit entwickelte Asquith zu Churchill (nicht aber zu Lloyd George) ein enges Verhältnis und verbrachte trotz oder wegen des Altersunterschieds auch privat viel Zeit mit ihm; so schrieb er noch im Oktober 1914 an Venetia Stanley: „Ich kann nicht anders als ihn gern zu haben; er ist so einfallsreich und unverzagt: zwei Qualitäten, die ich am meisten schätze.“ Der einzige Kabinettskollege, der Churchill in dieser Hinsicht gleichkam, war Reginald McKenna. Beide setzte Asquith in einem Brief an Venetia Stanley an vordere Positionen, soweit es um Verdienste fürs Kabinett ging. Diese Liste, mit Crewe an Nummer eins und McKenna an Nummer drei, zeige jedoch in etwas deprimierender Weise, so der Asquith- und Churchill-Biograf Roy Jenkins, wie keine Schwierigkeiten für den Premier zu verursachen ein schneller Weg zu ministerialer Wertschätzung und Kabinettsmeriten sei.

#### Stil als Premierminister

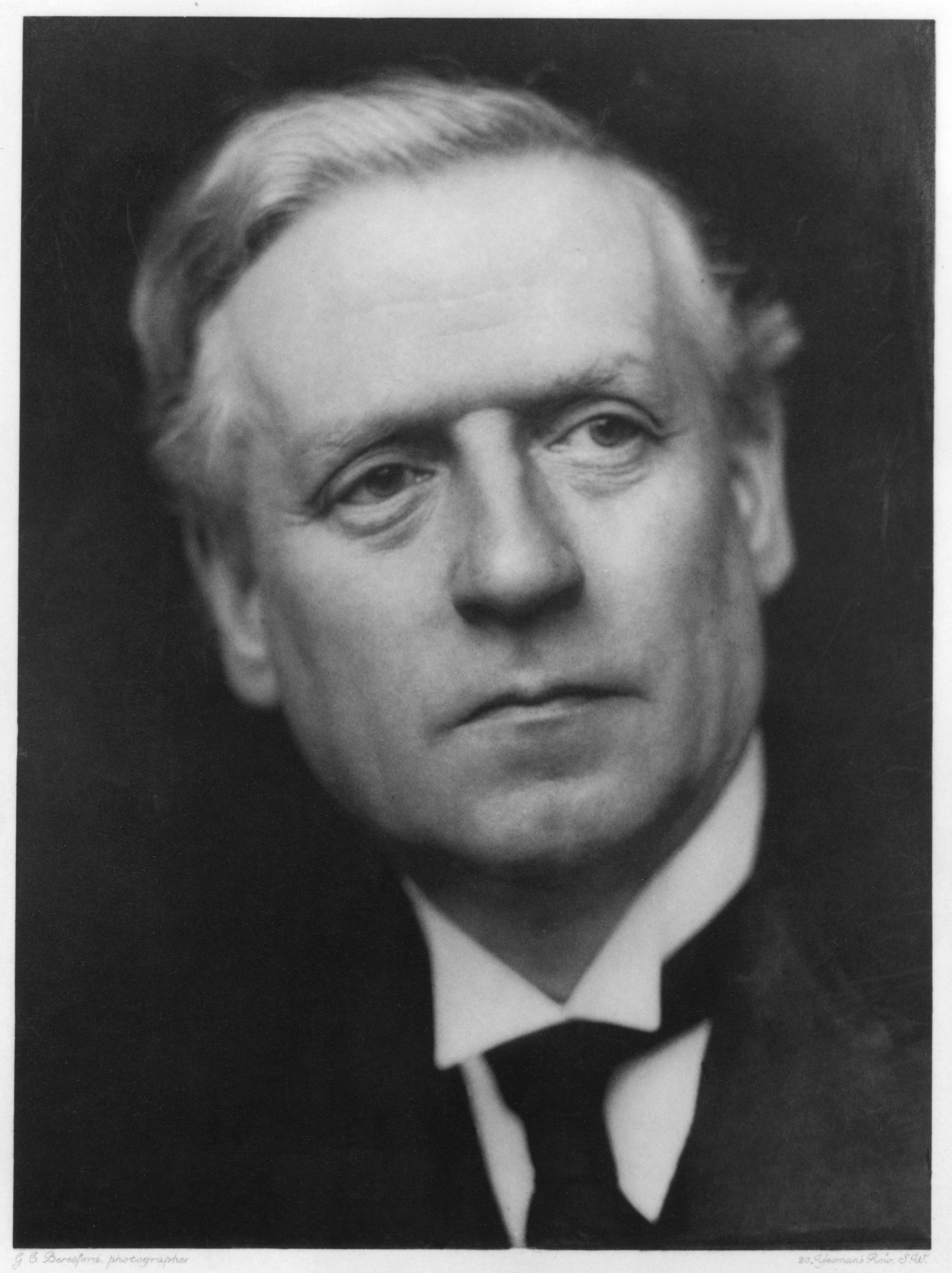
Asquith im Jahr 1908

Als Premierminister moderierte Asquith die kabinettsinternen Diskussionen als ein primus inter pares im Stil eines Vorsitzenden; gewöhnlich trug er die zu diskutierende Sachfrage vor und bat dann um einzelne Meinungen. Am Ende rekapitulierte er den Inhalt und das Ergebnis einer Debatte. Dieser kollegiale, moderierende Stil der Führung etablierte sich dauerhaft und wurde zum Ideal der Führung des Kabinetts durch den Premierminister; spätestens mit Beginn der Regierung von Margaret Thatcher, die die Diskussionen aggressiv führte und einen kämpferischen, teils rüden Umgangston bevorzugte, überholte sich dieses Modell jedoch. In seinem Buch Great Contemporaries von 1937 beschrieb Churchill rückblickend Asquiths Stil bei Kabinettssitzungen: „Im Kabinett war er bemerkenswert still. Er sprach sogar niemals ein Wort, wenn es nicht notwendig war. Er saß, als der große Schiedsrichter der er war, und hörte sich mit antrainierter Ruhe die Argumente jeder Seite an, hier und da eine Frage oder einen kurzen Kommentar einwerfend, fragend oder prägnant, die die Sache in eine Richtung hin zu einem Ziel brachte, welches er zu erreichen wünschte.“ In ähnlicher Weise äußerte sich Lloyd George 1912 über Asquith: „Er ist ein großer Mann. Er initiiert niemals etwas, aber er ist ein großartiger Schiedsrichter. Er wischt all die kleinen Punkte weg und geht zielstrebig zum Kern des Ganzen. Ich bespreche ein großes Unterfangen lieber mit ihm als mit jedem anderen.“
Nachdem das Kabinett eine gemeinschaftliche Entscheidung getroffen hatte, hielt Asquith eisern daran fest. Seinen Kabinettsmitgliedern gab er gewöhnlich große Freiheiten bei der Arbeit und lehnte es ab, allzu stark in ihre Ressorts hineinzuregieren. Kabinettssitzungen hielt er gewöhnlich einmal pro Woche ab. Nach jeder Sitzung informierte er den König in einem handschriftlichen Protokoll über die Ergebnisse, wobei er kabinettsinterne Auseinandersetzungen gewöhnlich herunterspielte sowie den Neigungen des Königs entsprach und sich inhaltlich auf die Außenpolitik konzentrierte.
Auch als Premierminister behielt Asquith das Leben und den Arbeitsrhythmus bei, den er als Anwalt geführt hatte und sparte das Wochenende für sein Privatleben auf, welches er vor allem in den großen Landhäusern der oberen gesellschaftlichen Schichten verbrachte wie auch in The Wharf, seinem 1911 gekauften Landhaus in Sutton Courtenay. Dort verbrachte er seine Freizeit gewöhnlich mit Bridge, Golf und Lesen. An diesem Lebensstil hielt er auch noch ab 1914 in Kriegszeiten fest, was zunehmend für Unmut und Kritik auch bei seinen Anhängern sorgte.
Besonders viel Zeit widmete er einer intensiven Briefkorrespondenz mit einem inneren Zirkel Vertrauter. Asquith, der allgemein die Gesellschaft jüngerer Menschen genoss, schrieb bevorzugt an eine Reihe junger weiblicher Freundinnen, die seinem sozialen Zirkel angehörten und meistens Bekannte seiner Kinder waren. Von Margot „der Harem“ genannt, gehörten ihm Pamela Jekyll (Frau des Kabinettsmitglieds Reginald McKenna), Viola Tree (Tochter von Herbert Beerbohm Tree) und Cynthia Charteris (Frau seines Sohnes Herbert) an. 1910 lernte er zudem Venetia Stanley, eine Freundin seiner Tochter Violet, kennen. Mit ihr pflegte er bald einen äußerst intensiven persönlichen und brieflichen Kontakt. Obwohl die Briefe an Venetia von Asquiths Seite (die Antworten verbrannte er) oft mit zärtlichen Anreden verfasst sind, ist es allgemeiner Konsens, dass die Beziehung höchstwahrscheinlich nur rein platonischer Natur war und Asquith eher als ein Ventil für seine politischen Alltagssorgen diente, da Venetia Stanley ihm eine Art ruhige, zuhörende Empathie entgegenbrachte, die seine Frau Margot, streitlustig, überempfindlich und nervös, nicht gab. Als sie sich im Mai 1915 entschied, Edwin Montagu zu heiraten, versetzte sie Asquith damit einen schweren emotionalen Schlag, da er im Laufe der Zeit eine emotionale Abhängigkeit zu ihr entwickelt hatte. Danach endete die Bekanntschaft abrupt. Asquith fand jedoch bald danach in Katherine Scott (der Witwe des Antarktis-Forschers) und in Venetia Stanleys Schwester wiederum Brieffreundinnen, mit denen er eine ähnliche Korrespondenz führte.

#### Fortführung des liberalen Wohlfahrtprogramms
Innenpolitisch führte Asquiths Regierung die unter Campbell-Bannerman begonnene Linie fort und rief 1908 ein aufwändiges Wohlfahrtsprogramm mit staatlichen Renten ins Leben. Mit dem Old-Age Pensions Act 1908 wurden staatliche Renten für Menschen über 70 Jahren eingeführt, die nur ein geringes Einkommen aufweisen konnten. Weiter wurde im 1908 Children’s Act ein Jugendgericht eingeführt, um künftig Fälle von straffällig gewordenen Kindern vom bestehenden normalen Justizsystem abzutrennen. Im Gesetz waren zudem mehrere Reformen untergebracht, die dem Kinder- und Jugendschutz galten. So wurde der Verkauf von Zigaretten an Kinder unter 16 Jahren verboten, Maßnahmen zum Schutz von minderjährigen Zeugen vor Gericht getroffen und eine Registrierungspflicht für Neugeborene eingeführt. Dazu wurde von Schatzkanzler Lloyd George eine Krankenversicherung für Arbeiter, die unter einer bestimmten Einkommensgrenze (160 £ im Jahr) lagen, ausgearbeitet. Weiter wurde eine zeitliche begrenzte Arbeitslosenunterstützung für einen Teil der Arbeiterschaft geschaffen. Diese beiden Neuerungen wurde dann letztendlich 1911 im National Insurance Act 1911 Teil der Gesetzgebung. Für Bergarbeiter wurde das Arbeitspensum auf 8 Stunden täglich begrenzt. Dazu wurde 1911 für die Mitglieder des Unterhauses zum ersten Mal ein Gehalt eingeführt, um das Unterhaus für alle Bevölkerungsschichten zu öffnen. Mit diesen Gesetzen und Reformen schuf Asquiths liberale Regierung einen Grundpfeiler des modernen britischen Sozialstaats.
Problematisch waren diese Reformen aufgrund ihrer finanziellen Implikationen – parallel zu den Mehrausgaben für das Wohlfahrtsprogramm mussten immer größere Summen für den Unterhalt und Ausbau der Royal Navy aufgewendet werden. Der finanziellen Mehrbelastung standen jedoch keine deutlich gestiegenen Einnahmen gegenüber. Das Wohlfahrtsprogramm war deshalb umstritten und wurde von der konservativen Opposition hart bekämpft. Diese schlug als Alternative Zölle vor, um höhere Steuereinnahmen zu erzielen, was eine Abkehr vom herrschenden Dogma des Freihandels bedeutet hätte.

#### Konflikt mit dem Oberhaus
Die Konservativen nutzten ihre traditionelle Mehrheit im Oberhaus und blockierten die liberale Gesetzgebung. Von Lloyd George deshalb als „Balfours Pudel“ geschmäht, wies das Oberhaus aus parteipolitischen Gründen einige ausgewählte Gesetze der Liberalen wieder an das Unterhaus zurück. Der Konflikt spitzte sich zu, als Schatzkanzler Lloyd George 1909 einen provokanten „Volks-Haushalt“ vorlegte, der mit Steuern auf Landbesitz, Einkommen und Luxusgüter finanziert werden sollte. Aufgrund der konservativen Blockade im Oberhaus hatte das liberale Kabinett beschlossen, diese mit einem Kunstgriff zu umgehen; traditionell waren Finanz- und Haushaltsfragen die ureigene Domäne des Unterhauses und wurden vom Oberhaus nicht angefochten. Die Lords hatten sich bisher traditionell in Budgetfragen nicht eingemischt. Die Liberalen bündelten deshalb alle ihre Gesetzesvorhaben in einem großen Gesetz, dem jährlichen Haushaltsentwurf. Die Konservativen, entschlossen, den Entwurf nicht durchzulassen, fochten im Unterhaus das Gesetz in jedem Stadium an und forcierten bei jeder sich bietender Gelegenheit auch eine Division des Hauses durch den Speaker. Dadurch wurde der normale Parlamentsbetrieb erheblich aufgehalten und die Regierung musste die Parlamentssession auf die übliche Sommerpause und darüber hinaus ausdehnen. Den Hauptteil der Belastung trug dabei Schatzkanzler Lloyd George, der die meisten Nächte hindurch bei den späten Sitzungen im Unterhaus verbrachte und das von ihm eingebrachte Gesetz verteidigen musste. Nachdem das Gesetz Anfang November 1909 durch das Unterhaus gebracht war, benutzten die Konservativen, angeführt von Balfour und Lord Lansdowne (dem Führer der Konservativen im Oberhaus) trotz einiger Widerstände in ihrer Partei die große konservative Mehrheit im Oberhaus, um es zu blockieren. So kam es zu einer Verfassungskrise; auf diese Herausforderung reagierte Asquith sofort und rief am 2. Dezember Neuwahlen aus. Er begann den Wahlkampf mit einem großen Auftritt vor 10.000 Anwesenden in der Albert Hall; in einer gefeierten Rede forderte er für das Volk das Recht ein, seine Entscheidungen durch seine gewählten Volksvertreter umgesetzt zu sehen. Zudem kündigte er offen an, die seit 1906 bestehende Zurückhaltung der Liberalen Partei in der Home Rule-Frage künftig aufzugeben.
Aus den Neuwahlen im Januar 1910 gingen die Liberalen deutlich geschwächt hervor. Sie büßten vor allem ihre 1906 erzielten Erfolge im südlichen England, wo sie viele Stimmen aus dem Mittelstand hinzugewinnen konnten, nun wieder ein. Diese mittelständischen Wähler kehrten nun zu den Konservativen zurück, da sie drastische Steuererhöhungen durch Lloyd George befürchteten. Jedoch konnten die Liberalen dies bis zu einem gewissen Grad durch Gewinne im industrialisierten Norden und den armen Londoner Bezirken wieder ausgleichen, wo sie von den Stimmen der Arbeiterklasse profitierten. Im Ergebnis waren sie nach der Bildung einer Minderheitsregierung fortan auf die Unterstützung der Irish Parliamentary Party (IPP) angewiesen. Dazu war man weiterhin auf die Hilfe der Labour-Partei angewiesen; mit dieser existierte ohnehin seit Jahren ein loses Wahlbündnis in den einzelnen Wahlkreisen, um den jeweils aussichtsreichsten Kandidaten gegen den lokalen konservativen Kandidaten zu unterstützen.

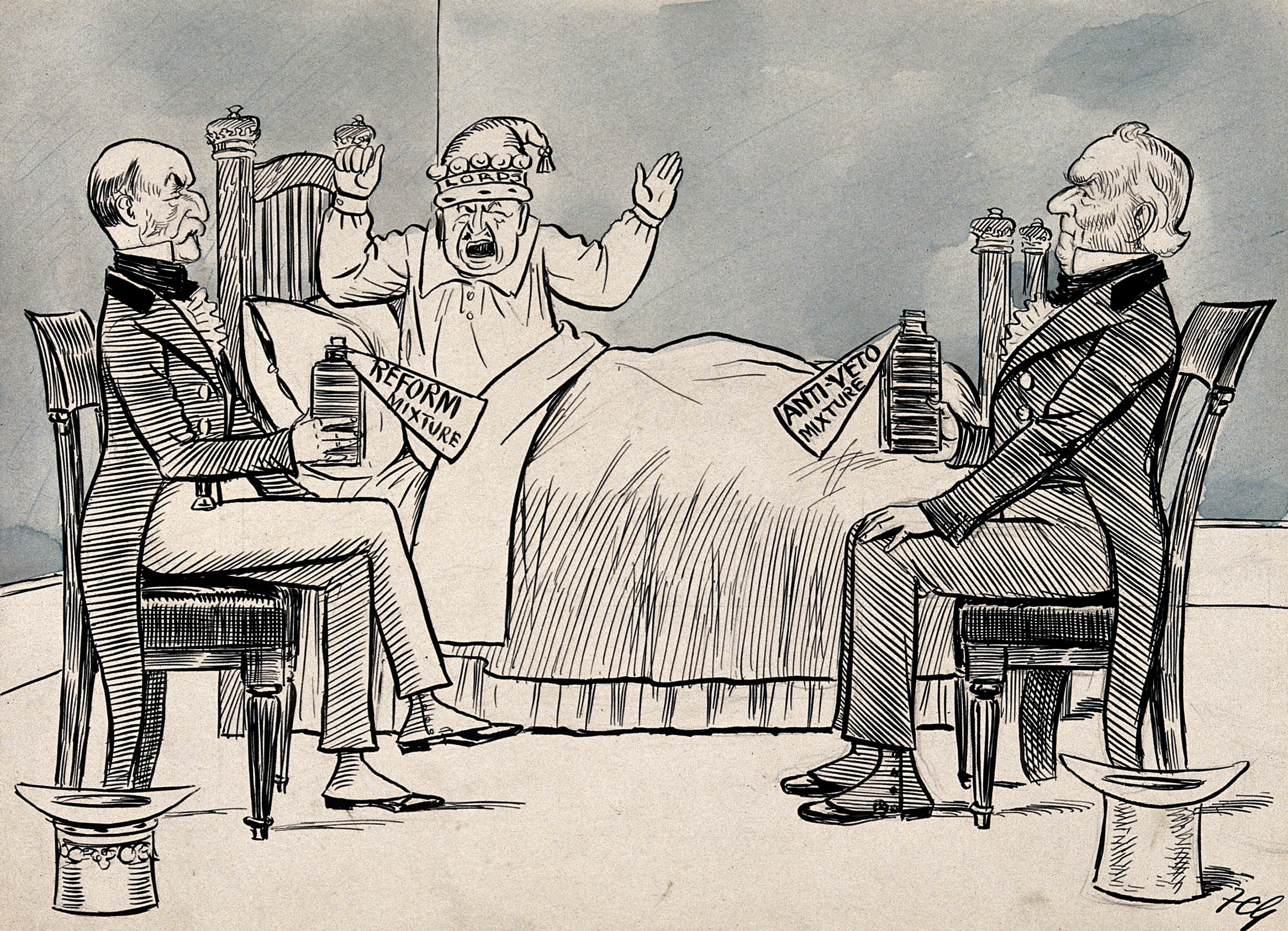
Karikatur über die Reform des Oberhauses: Lansdowne links, Asquith rechts, die dem „Patienten“ verschiedene Kuren verabreichen wollen

Obwohl die Lords nach einigen Zugeständnissen nun dem Budget zustimmten, entstand damit ein neues Problem, da die IPP ihre Unterstützung von einem neuen Gesetzentwurf über die irische Selbstverwaltung abhängig machten, welche von den Konservativen abgelehnt wurde.
Eine Möglichkeit mit großer Sprengkraft in dieser Situation war, König Eduard VII. zu der Drohung zu veranlassen, das Oberhaus mit neuernannten liberalen Peers zu fluten und so durch einen Peerschub die Mehrheitsverhältnisse im Oberhaus zu Gunsten der Liberalen zu ändern. Diese würden das bisherige Veto der Lords überstimmen können. Der König teilte ihm jedoch mit, dass das Ergebnis der Unterhauswahl in seinen Augen nicht schlüssig sei und er eine weitere Unterhauswahl abwarten wolle. Als die Konservativen im Frühjahr 1910 weiterhin unnachgiebig blieben, versuchte Asquith Schritt für Schritt eine bindende Zusage des Königs zu erreichen. Eduard widerstrebte dies zutiefst und er stand den diversen konstitutionellen Vorschlägen über eine Reform des Oberhauses, die nun in Westminster zirkulierten, misstrauisch gegenüber. Er ließ sich jedoch überreden, das Oberhaus vor „gravierenden Konsequenzen“ zu warnen, ohne diese näher zu spezifizieren. Völlig überraschend starb er im Mai 1910; Asquith erreichte die Nachricht an Bord der Admiralsyacht im Golf von Biskaya auf dem Weg zu einem Urlaub in Spanien und Portugal und kehrte sofort um. Eduards Sohn, der neue König Georg V., war politisch unerfahren und als zweiter Sohn Eduards in seinem Werdegang nicht dazu erzogen worden, der neue Monarch zu werden. Er zögerte, als erste Amtshandlung in seiner neuen Funktion eine drastische Attacke auf den Adel durchzuführen. Asquith versuchte deshalb zunächst, in bereits anberaumten informellen Gesprächen mit den führenden Konservativen eine Übereinkunft bzw. einen Kompromiss zu erzielen.
In den nun folgenden Gesprächen, die auf eine zeitliche Dauer von sechs Monaten angelegt waren, wurden die Liberalen durch Asquith, Lloyd George, Crewe und Birrell vertreten, die Konservativen durch Balfour und Lansdowne sowie Austen Chamberlain und Cawdor. Asquith und Lloyd George zeigten sich dabei ebenso kompromissbereit wie Balfour auf der anderen Seite. Jedoch wurde die konservative Seite nicht von Balfour, sondern von Lansdowne dominiert, der sich im ganzen Verlauf der Gespräche ebenso pessimistisch wie stur erwies. Lansdowne hatte bei allen vorgeschlagenen Kompromissformeln bereits mögliche Implikationen für die schwelende Home Rule-Frage im Blick, wo er seit den 1880er Jahren als absoluter Hardliner auftrat und unter keinen Umständen nachgeben wollte. Unterstützt von Cawdor, war er deshalb eher bereit, die Konferenzgespräche scheitern zu lassen, als Home Rule in irgendeiner Form wahrscheinlicher werden zu lassen. Auch der Vorschlag Lloyd Georges (zum Ärger Asquiths) eine Koalition aus Konservativen und Liberalen zu bilden, verlief schnell ergebnislos im Sande. Am 10. November 1910 brachen die Gespräche zusammen. Bei einer Kabinettssitzung wurde beschlossen, das Parlament noch vor Weihnachten aufzulösen und eine neue Unterhauswahl auszurufen. Asquith begab sich am folgenden Tag nach Norfolk, um auf Sandringham House den König über die neue Lage zu informieren.

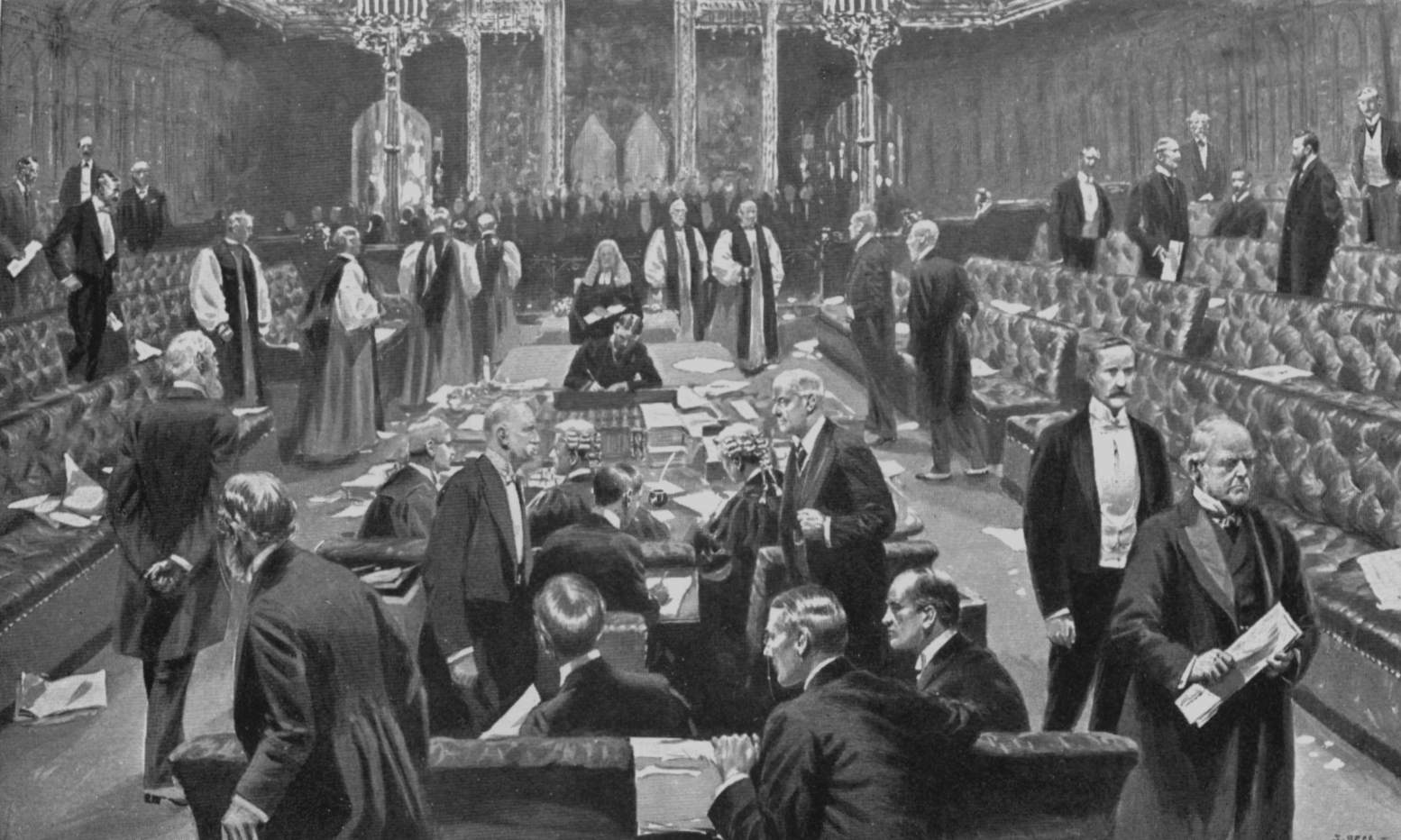
Die entscheidende Abstimmung im Oberhaus über den Parliament Act von 1911

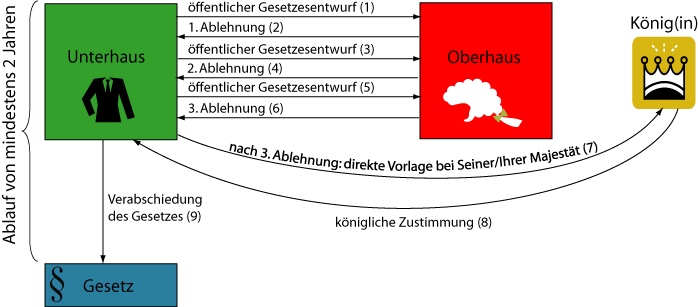
Das Gesetzgebungsverfahren nach dem Parliament Act von 1911

Asquith, der sich der Haltung des Königs nicht sicher sein konnte, verhielt sich dem politisch unerfahrenen König gegenüber in den Gesprächen vage und doppeldeutig und vermied es, diesen zu Zusagen zu drängen; er schaffte es schließlich mit dieser Taktik, den König schrittweise zu einer zunächst rein informellen Zusage zu bewegen. Wenige Tage später forderten Asquith und das Kabinett dann auch eine formelle Zusage ein, die zunächst vertraulich behandelt werden sollte. Der König, immer noch hin- und hergerissen, erhielt dabei gegensätzliche Ratschläge von seinen beiden Sekretären Francis Knollys und Arthur Bigge. Bigge wollte den König ermuntern, Asquith jegliche Garantien zu verweigern und notfalls, bei einem Rücktritt der liberalen Regierung, Balfour mit der Bildung einer neuen Regierung zu beauftragen. Knollys dagegen neigte Asquiths Position zu und ließ den König in dem Glauben, dass Balfour keine Minderheitsregierung bilden würde. Unter diesem Eindruck gab König Georg schließlich sein Einverständnis und bindende Zusagen vor der zweiten Wahl im Dezember 1910.
Gleichzeitig behielt Asquith das Ausmaß der Gespräche mit dem König für sich und hielt die konservative Opposition im Dunkeln. Darauf bauend, dass die liberale Regierung niemals die Zustimmung des Königs für weitreichende Maßnahmen erhalten würde, versteiften sich die konservativen Lords öffentlich auf eine harte Haltung. Auf der liberalen Seite dominierte Asquith die Wahlkampagne der Liberalen und hielt Reden in allen Landesteilen. Im Ergebnis der Unterhauswahl blieben die Kräfteverhältnisse im Unterhaus im Wesentlichen unverändert – die Liberalen und die Konservativen hielten sich gleichauf die Waage, wobei die Liberalen durch die Unterstützung von Labour und der IPP weiterregieren konnten. Aufgrund der nun öffentlich gemachten Drohung des Königs war die liberale Regierung in der Lage, die Macht des Oberhauses mit dem Parlamentsgesetz von 1911 einzuschränken. Eine Gruppe jüngerer Konservativer um F. E. Smith und Lord Hugh Cecil reagierte, indem sie Asquith bei seiner Eröffnungsrede eine halbe Stunde lang niederschrien und ihn so zwangen, ungehört wieder Platz zu nehmen. Vor die Aussicht gestellt, dass das Oberhaus durch massenhafte Nobilitierungen eine liberale Mehrheit erhalten würde, stimmte eine von Lord Curzon angeführte Gruppe konservativer Peers am 10. August 1911 mit der liberalen Minderheit, so dass das Gesetz das Oberhaus passieren konnte. Tatsächlich wurde durch dieses Gesetz die Macht des Oberhauses gebrochen. Die Lords konnten ein vom Unterhaus verabschiedetes Gesetz nun zwar noch verzögern, aber nicht mehr gänzlich verhindern.
Diese Niederlage löste in der Konservativen Partei einen innerparteilichen Machtkampf aus, der den als allzu zögerlich und moderat angesehenen Parteiführer Arthur Balfour schließlich zum Rücktritt brachte. Bei einem Treffen im konservativen Carlton-Club wählten die Konservativen Parlamentsmitglieder Andrew Bonar Law zu ihrem neuen Vorsitzenden im Unterhaus. Im Gegensatz zu Balfour pflegte dieser einen harten, konfrontativen Stil bei seinen Reden im Unterhaus und attackierte die Liberalen scharf. Asquith, der den intellektuellen Balfour sehr respektierte und persönlich mochte, schätzte dagegen den Glasgower Geschäftsmann Bonar Law gering ein und hatte wenig Respekt für diesen.

#### Streiks, Sufragetten und Marconi-Skandal

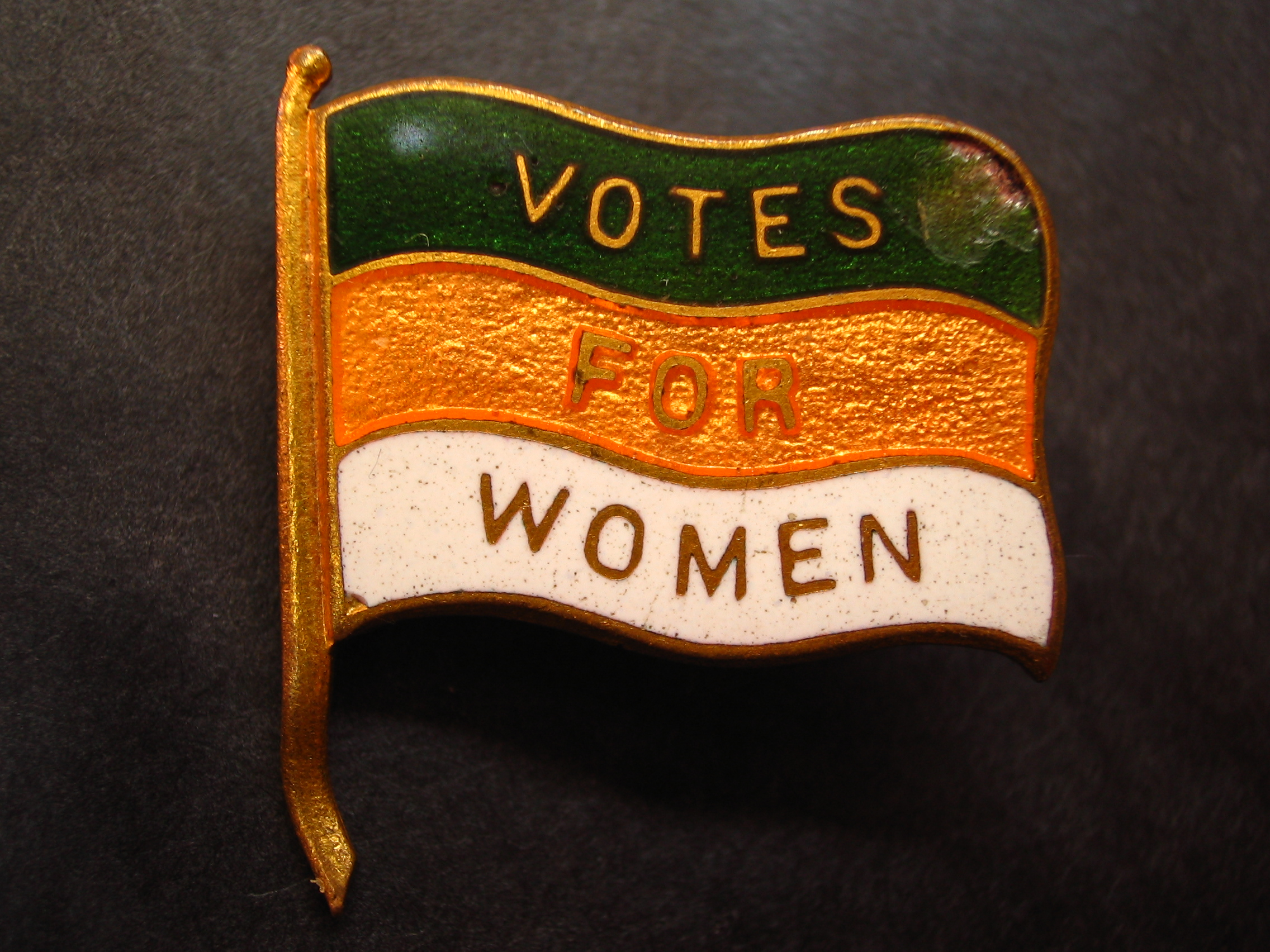
Suffragetten-Pin

Trotz der eingebrachten Reformen wurde Großbritannien zunehmend von Arbeitskämpfen erschüttert; besonders zwischen 1910 und 1912 brach eine große Welle von Streiks aus. Die liberale Regierung wählte eine vorsichtige Strategie, um hiermit umzugehen. Gewöhnlich versuchte sie, die Streiks durch Verhandlungen zwischen den beiden Seiten zu entschärfen und eine schnelle Kompromisslösung zu erzielen. Asquith beauftragte hierfür gewöhnlich Lloyd George, der als Mediator 1911 einen Streik der Eisenbahner in kürzester Zeit lösen konnte und im folgenden Jahr durch eine Kompromisslösung einen großen Bergarbeiterstreik entschärfte. Diese Lösungen waren allerdings immer kurzfristiger Natur, da der Regierung eine generelle Konzeption über die Rolle des Staates in Arbeitskämpfen fehlte.
Hinzu kamen diverse öffentliche Aktionen der Suffragetten, die auf teils militanten Wegen ein Frauenwahlrecht erzwingen wollten. Innerhalb der Liberalen Partei gab es eine große Gruppe von Unterhausmitgliedern, die sich für das Frauenwahlrecht einsetzten. Asquith selbst wurde beim Golfspielen während eines Urlaubs im schottischen Lossiemouth von einer Schar militanter Sufragetten attackiert und musste sich zusammen mit seiner Tochter Violet gegen sie erwehren. Auf dem Weg ins schottische Stirling, wo er ein Denkmal seines Vorgängers Campbell-Bannerman einweihen sollte, wurde er ebenfalls von Sufragetten (u. a. mit einer Bullenpeitsche) attackiert. Diese und ähnliche aufsehenerregende Aktionen der Sufragetten (wie die von Emily Davison, die sich beim Epsom Derby 1913 vor das Pferd Georgs V. stürzte oder die Zerstörung von Fenstern im Einkaufsviertel des Londoner Westend) erzielten einen stark gegenteiligen Effekt bei Asquith, der ihrer Sache zunehmend ablehnend gegenüberstand und sich in seinem Widerstand versteifte. 1917, nachdem er bereits in Opposition war, änderte er schließlich seine Meinung in dieser Frage.
Der Marconi-Skandal 1912/1913 bedeutete einen schweren Schlag gegen die Integrität der Regierung. Der Direktor der britischen Marconi Company (die Funkausrüstungen für die Royal Navy lieferte), Godfrey Isaacs, hatte beschlossen, das Volumen der amerikanischen American Marconi Wireless Corporation durch eine Kapitalerhöhung und der Ausgabe neuer Aktien zu erweitern und ein Aktienpaket der amerikanischen Marconi-Firma (die legal formal unabhängig war, jedoch mehrheitlich von der britischen Firma kontrolliert wurde) seinen beiden Brüdern, Harry und Rufus Isaacs, zu einem Preis von 2 ₤ (unter dem Marktwert von 3 ₤) anzubieten. Rufus Isaacs, Attorney General for England and Wales in der Regierung, verkaufte danach einen Teil seines Pakets an Lloyd George und den liberalen Chief Whip Alexander Murray, 1. Baron Murray of Elibank, zum Einkaufpreis. Gleich nachdem die neuen Aktien an der Börse notiert wurden und der Kurs auf 4 ₤ stieg, verkauften beide Minister ihre Aktien. Kurz danach begannen alle und auch Postminister Herbert Samuel jedoch neue Aktienanteile zu erwerben, teils auch für den Liberalen Partei-Fonds. Die Kurse sanken zwar und alle machten nun insgesamt Verluste. Gerüchte begannen jedoch bald in der City und in den Gentlemen-Clubs Londons zu kursieren, dass die Involvierten mithilfe ihres Wissens als Minister fantastische Gewinne erzielt hätten. Dazu wurde die Angelegenheit bald von der Presse ausgeschlachtet; vor allem das von Hilaire Belloc geleitete Magazin Eye Witness griff die Minister scharf an. Vor allem die Zeitung New Witness verwendete in ihrer Berichterstattung zudem auch latent antisemitische Untertöne in ihrer Berichterstattung gegenüber Isaacs und Samuel. Asquith wurde von Isaacs informiert, nahm die Angelegenheit jedoch nicht ernst. Anstatt sich zu erklären und zu entschuldigen, dementierten Isaacs und Lloyd George bei einer Debatte im Unterhaus, dass sie Aktienanteile an „der Marconi-Firma“ erworben hätten, bezogen sich in ihrer sorgfältig ausgearbeiteten Erklärung jedoch nur auf die britische Firma. Die Konservativen erfuhren bald von den Hintergründen und versuchten, Kapital aus der Angelegenheit zu schlagen. Asquith räumte dem König gegenüber ein, dass das Verhalten der involvierten Minister um Lloyd George nur schwer zu rechtfertigen sei. Nichtsdestotrotz stellte er sich vor seine angeschlagenen Kollegen und verteidigte sie im Unterhaus energisch. Für John Campbell war hier ein Modell-Beispiel für einen Premier gesetzt, der sich erfolgreich vor seine Kollegen stellt, anstatt sie einfach zu entlassen.
Das eingesetzte Parlamentarische Komitee kam zu einem uneindeutigen Ergebnis, das sich entlang der Parteilinien orientierte. Die involvierten Liberalen des Komitees sprachen Lloyd George und Rufus Isaacs von allen Vorwürfen frei; die involvierten Konservativen sprachen beide ebenfalls vom Vorwurf der Korruption frei, bemängelten jedoch eine „schwere Inkorrektheit“ und eine Respektlosigkeit gegenüber dem Parlament, da beide in den vorherigen Unterhaus-Debatten nicht die volle Wahrheit gesagt hätten.
Die Entstaatlichung der Walisischen Kirche war ein weiteres wichtiges liberales Reformprojekt. Da in Wales nur eine Minderheit der Bevölkerung der Anglikanischen Kirche angehörte, erhoben Dissenter und Nonkonformisten die Forderung, dass die walisische Anglikanische Kirche ihren Status als Staatskirche verlieren solle. Ein gleichartiger Schritt war bereits im Jahr 1869 in Irland erfolgt, was eine ähnliche Lösung für Wales nur logisch erscheinen ließ. Die konservative Opposition sah in dem Liberalen Gesetzesentwurf (der das Eigentum der Staatskirche umwandeln sollte) für Wales allerdings einen Angriff auf das Privateigentum. Asquith war mit diesem Problem bereits 1893 als Innenminister konfrontiert worden und hatte es ohne großen Enthusiasmus verfolgt, jedoch war das entsprechende Gesetz ebenfalls von den konservativen Lords zurückgewiesen worden. Auch die weiteren Versuche der Liberalen nach 1905 liefen sich im Oberhaus fest, welches seine verzögernde Vetomacht ausspielte, um das Gesetz zu blockieren. 1914 konnte das Gesetz dann nach zweijährigem Veto das Oberhaus passieren. Eine Inkraftsetzung scheiterte durch den Ausbruch des Krieges.

#### Home Rule: Irische Selbstverwaltung

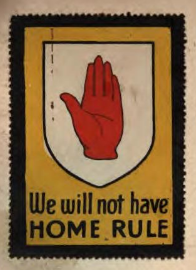
Sticker von Ulster-Loyalisten, die damit gegen die irische Selbstverwaltung protestierten

Nach den beiden Unterhauswahlen von 1910 waren die Liberalen aufgrund ihrer reduzierten Mehrheit auf die Unterstützung von Labour und der irischen Nationalisten (IPP) um John Redmond angewiesen. Diese wollten eine irische Selbstverwaltung in Irland (Home Rule) einführen. Gegen dieses Anliegen wehrten sich zum einen die anglo-irischen Lords, die über umfangreichen Landbesitz in Irland verfügten. Zum anderen opponierte auch die schottisch-protestantische Bevölkerung, die seit Jahrhunderten die große Mehrheit in den meisten Counties der nordirischen Provinz Ulster stellten. Die dortige Bevölkerung machte im Fall einer Selbstverwaltung Irlands für sich eine eigenständige Lösung, also eine Abtrennung Ulsters vom Rest Irlands, geltend. Dies wollten sowohl die Liberalen wie auch die irischen Befürworter einer irischen Selbstverwaltung aus ökonomischen Gründen nicht akzeptieren – ohne den generierten Wohlstand aus dem industriell geprägten Belfast und Umgebung schien der Rest Irlands ökonomisch zum Scheitern verurteilt. Der Preis für die weitere Unterstützung der IPP war das dritte Gesetz zur Selbstverwaltung Irlands, welches Asquith schließlich Anfang April 1912 einbrachte. Auch wenn einige Minister wie Churchill und Lloyd George Ulster nicht ignorieren wollten, waren sie intern im Kabinett überstimmt worden.
Für Teile der konservativen Opposition um ihren Parteiführer Bonar Law war Ulster eine leidenschaftliche Angelegenheit, in der sie um keinen Preis nachgeben wollten. Die Frage um die irische Selbstbestimmung führte deshalb zu einer erneuten Verschärfung der politischen Auseinandersetzungen und überlagerte schnell alle anderen Tagespunkte. Home Rule stellte in den Worten Robert Blakes eine zunehmende Obsession für das parlamentarische Leben dar, wie sie vorher oder nachher niemals übertroffen wurde. Auf Asquiths Ankündigung im Unterhaus reagierte Bonar Law mit einer feindseligen und scharfen Replik. Unabhängig davon mobilisierten die stärksten Home Rule-Gegner um Sir Edward Carson eine außerparlamentarische Opposition, die zunächst durch öffentliche Demonstrationen und Proteste Ausdruck fand. Dazu gründeten sich Logen und „Clubs“, die paramilitärische Züge annahmen, sich auf bewaffneten Widerstand vorbereiteten und 1913 dann in der Gründung der Ulster Volunteer Force gipfelten. Als direkte Antwort auf Asquiths Gesetzesvorschlag im Unterhaus fand am Osterdienstag 1912 eine große Kundgebung im nordirischen Belfast statt, an dem 100.000 Irische Unionisten teilnahmen, die in militärischer Formation marschierten.
Das Oberhaus wies das Home-Rule-Gesetz erwartungsgemäß zurück. Nachdem es zwei Mal vom Oberhaus zurückgewiesen worden war, konnte es Anfang 1914 jedoch auch ohne die Zustimmung der Lords passieren. Asquiths Bemühungen um die irische Selbstverwaltung führten nun in Irland beinahe zum Ausbruch eines Bürgerkriegs in Nordirland, wo Carson bereits Vorkehrungen getroffen hatte, eine provisorische Regierung auszurufen und tausende Freiwillige sich bewaffneten. Auch die Unterstützung der Armee, um dem Gesetz Geltung zu verschaffen, erschien nach dem Curragh-Vorfall fraglich: Als der Kriegsminister J. E. B. Seely die Armee anwies, Truppen vom Armeelager Curragh nach Ulster zu versetzen, um die Provinz unter militärische Kontrolle zu bringen, weigerten sich die meisten involvierten Offiziere und reichten ihren Rücktritt ein, um einer möglichen Konfrontation mit den Ulster-Loyalisten zu entgehen. Nach Bekanntwerden des Vorfalls klagten die Konservativen im Unterhaus Seely und Churchill an, mit der Order eine militärische Eskalation beabsichtigt zu haben. Seely musste daraufhin zurücktreten und Asquith zeitweilig die Geschäfte des Kriegsministers übernehmen. Die Inkraftsetzung von Home Rule und mögliche folgende Implikationen wurden letztlich durch den Beginn des Ersten Weltkrieges im Sommer 1914 verhindert.

#### Außenpolitik

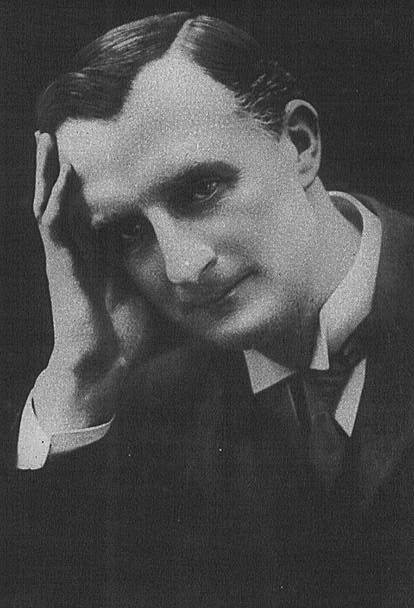
Asquiths Freund und Außenminister, Sir Edward Grey

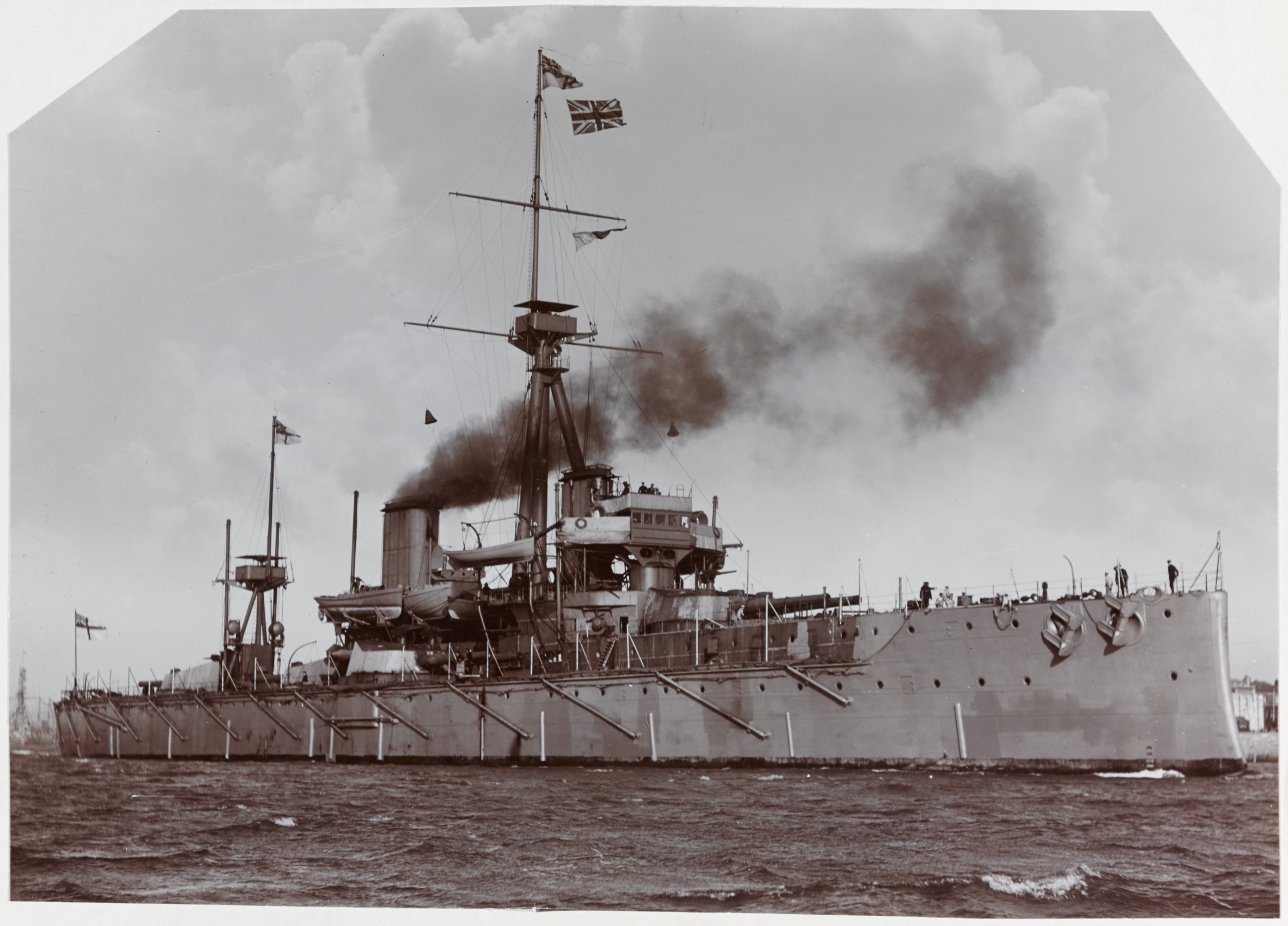
Die Dreadnought, Auslöser des internationalen Flottenrüstungswettlaufs

Asquith konzentrierte sich während seiner Zeit als Premier vor allem auf die im Vordergrund stehenden innenpolitischen Themen. Die Außenpolitik überließ er weitgehend dem Foreign Office und Außenminister Sir Edward Grey, mit dem er seit langem ein freundschaftliches Einvernehmen hatte und mit dessen außenpolitischen Ansichten er in groben Zügen auch übereinstimmte. Sein Biograph Stephen Bates sieht in Asquiths Passivität ein Paradox, denn er verbrachte – im Gegensatz zu Grey – regelmäßig seine Urlaube im Ausland, etwa an der französischen Riviera und teils auch in Deutschland. Dennoch unternahm er keine Anstrengungen, sich mit seinen ausländischen Gegenparts zu treffen oder substanziellen Einfluss auf die Außenpolitik zu nehmen. Grey seinerseits schirmte die Außenpolitik, so weit es möglich war, systematisch von Kabinett und Unterhaus ab. Die Asquith-Regierung erbte von ihren beiden Vorgängerregierungen die eingeleitete Ausgleichspolitik mit dem republikanischen Frankreich, die Grey fortführte und ausbaute. Bereits früher war Grey zum Schluss gekommen, dass das deutsche Kaiserreich ein internationaler Unruhestifter sei und eine hegemoniale Rolle anstrebe, die dem von Großbritannien verfochtenen Balance-of-Power-Konzept zuwiderlaufe. 1902 hatte er sich zum ersten Mal dahingehend geäußert, dass Großbritannien sich gegen Deutschland orientieren solle.
Als die Liberalen 1905 an die Regierung kamen, hatten sie es sich zum erklärten Ziel gemacht, „die gigantischen Rüstungsausgaben“ ihrer Vorgänger zu reduzieren. Als Schatzkanzler hatte Asquith sich folgerichtig noch darum bemüht, die Ausgaben für die Royal Navy einzugrenzen. Jedoch wurde Großbritannien nach 1908 zunehmend in einen teuren Wettlauf in der Marine-Rüstung mit dem Deutschen Reich hineingezogen. Bereits beim liberalen Regierungsantritt im Jahr 1905 hatten die Zuwendungen für die Royal Navy 30 Millionen Pfund betragen, ein Fünftel der gesamten jährlichen Ausgaben. Durch das allgemeine Flottenwettrüsten stiegen diese Ausgaben noch einmal an. In Großbritannien kam es 1909 zum sogenannten Naval Scare, die aus Sorge über die Gefahr der deutschen Flottenrüstung zeitweise in eine Invasionsangst mündete. Dazu kamen bis 1912 (als bis 1914 eine Ruhephase einkehrte) periodisch wiederkehrende Pressekriege zwischen der britischen und deutschen Presse, die die öffentliche Stimmung in beiden Ländern aufzuheizen versuchte. Diese auf britischer Seite vor allem von der Northcliffe-Presse lancierten Pressekampagnen bedeuteten oft eine zusätzliche Belastung für die Liberale Regierung.
Parallel zur Verschlechterung des Verhältnisses mit Deutschland band Großbritannien sich – auch auf Greys Betreiben hin – zunehmend enger an Frankreich, besonders nach der Zweiten Marokkokrise. Erst während der Zweiten Marokkokrise wurde Asquith über das Ausmaß der britisch-französischen Militärgespräche informiert, die Grey und die verantwortlichen Militärs bis dahin für sich behalten hatten. Asquith zeigte sich besorgt, dass Frankreich deshalb in jedem Kriegsfall britische Hilfe als selbstverständlich einkalkulieren würde. Grey überzeugte ihn jedoch davon, dass diese Gespräche fortgeführt werden müssten. Gleichzeitig erfolgte ab 1907 ein Ausgleich mit dem zaristischen Russland. Informelle Verhandlungen mit Deutschland über ein Flottenabkommen, welches den kostspieligen Flottenbau begrenzen sollte, scheiterten 1912, da Deutschland im Gegenzug eine britische Neutralitätsgarantie im Fall eines Krieges forderte. Ein konsternierter Asquith schrieb an Grey, dass die Verhandlungen aus seiner Sicht zum Scheitern verurteilt seien: „Ich gestehe, immer mehr Zweifel zu haben über die Klugheit, diese Verhandlungen weiterzuführen. Nichts, was weniger als eine unbedingte Neutralitätsgarantie von unserer Seite beinhaltet, wird ihren Anforderungen gerecht. Und selbst hierfür macht Deutschland im Gegenzug kein festes oder solides Gegenangebot.“
Anders als im heftig umkämpften Feld der Innenpolitik wurden diese Leitlinien der liberalen Außenpolitik von der konservativen Opposition sehr unterstützt, die in Greys Wirken eine Fortsetzung ihrer eigenen Politik sah. So äußerte der konservative Chief-Whip Lord Balcarres 1912 auch, man habe „Grey sechs Jahre lang unter der Voraussetzung unterstützt, daß er die anglo-französische Entente fortsetze, die Lord Lansdowne geschaffen hatte, und die anglo-russische Entente [vollende], zu der Lord Lansdowne den Weg geebnet hatte.“

#### Asquith in der Julikrise 1914
In der Julikrise konzentrierte sich Asquith zunächst ganz auf die sich weiter zuspitzende Home-Rule-Krise und verhielt sich abwartend; wie bereits in den vorherigen Jahren überließ er seinem langjährigen Freund und Außenminister Edward Grey die Außenpolitik. Im Verlauf der Julikrise kam Asquith dann zum Schluss, dass ein Krieg zwischen den europäischen Großmächten immer wahrscheinlicher werde, sah Großbritannien jedoch nicht als aktiven Teilnehmer. Noch am 24. Juli 1914 schrieb Asquith seiner Vertrauten Venetia Stanley, er sehe keinen Grund für eine aktive Teilnahme Großbritanniens am immer wahrscheinlicher werdenden Krieg: „Wir sind in erkennbarer, oder jedenfalls denkbarer Reichweite eines echten Armageddon, welches Ulster und die Nationalistischen Freiwilligen auf ihr wahres Größenmaß reduzieren wird. Glücklicherweise gibt es keinen Grund, warum wir irgend etwas anderes als bloße Zuschauer sein sollten.“

Die offizielle Bündnissituation in Europa in der Julikrise von 1914:

Sobald sich herauskristallisierte, dass das Deutsche Reich Belgien besetzen und Frankreich angreifen wollte, änderte sich seine Haltung schrittweise. Eine starke Gruppe innerhalb des Kabinetts war zunächst gegen eine Intervention, nach den deutschen Ultimaten an Russland und Belgien jedoch neigte Asquith dazu, sich der Position Greys anzuschließen, der unbedingt die Entente mit Frankreich wahren wollte und deshalb für einen Kriegseintritt eintrat. Bei einer Kabinettsdiskussion am Abend des 29. Juli 1914 unterstützte Asquith (zusammen mit Haldane, Churchill und Crewe) bereits Greys Forderung nach einem Versprechen, Frankreich zu unterstützen; die klare Mehrheit des Kabinetts lehnte dies jedoch entschieden ab. Diese Konstellation innerhalb des Kabinetts hatte sich auch am 31. Juli noch nicht geändert. Asquith schätzte zu diesem Zeitpunkt, dass ungefähr drei Viertel seiner Parlamentsfraktion für „absolutes Nichteingreifen um jeden Preis“ eintrat.
Nach der unentschiedenen Kabinettssitzung am 1. August gab Asquith in einem Brief an Venetia Stanley Einblicke in die tief gespaltene Haltung des Kabinetts: John Morley und John Simon als Anführer der antiinterventionistischen Gruppe würden eine sofortige Deklaration verlangen, dass Großbritannien „unter keinen Umständen“ intervenieren dürfe. Churchill dagegen sei „sehr kriegerisch“ eingestellt und verlange demgegenüber eine sofortige Mobilisierung der britischen Teilstreitkräfte. Grey würde zurücktreten, falls das Kabinett sich mehrheitlich zur Neutralität entschließen würde, Haldane sei sehr „diffus und nebulös“. Weiter gab er Einblicke in seinen persönlichen Entscheidungsprozess: „Es gibt eine starke Gruppe, unterstützt durch Ll George, Morley und Harcourt, die gegen jede Art von Intervention sind. Grey wird dem niemals zustimmen und ich werde mich von ihm nicht trennen.“
Am gleichen Abend gab Asquith Churchill implizit sein Einverständnis für die Mobilisierung der britischen Flotte.
In zwei außerordentlichen Kabinettssitzungen am 2. August sicherte sich Asquith die Unterstützung des Kabinetts, aus dem bei Kriegseintritt Großbritanniens lediglich zwei Minister zurücktraten. Am Morgen des Tages listete Asquith in einem Memorandum, welches er an den König, seine Kabinettskollegen und die Oppositionsführer weitergab, 6 Punkte auf, von denen vier für einen Kriegseintritt und zwei zumindest nicht gegen einen Kriegseintritt sprachen. Bei einer morgendlichen Kabinettssitzung erreichten er und Grey zunächst partiell einen Meinungsumschwung, als das Kabinett Grey autorisierte, gegenüber Frankreich zuzusagen, dass die britische Royal Navy im Fall einer drohenden deutschen Attacke auf Frankreichs Küste zugunsten Frankreichs intervenieren würde. Am Abend des gleichen Tages vereinbarte das Kabinett dann, dass eine „substantielle Verletzung“ der belgischen Neutralität Großbritannien zum Handeln verpflichten würde. Die beiden Anführer des noninterventionistischen Flügels, John Morley und John Elliot Burns, traten daraufhin zurück.

#### Erster Weltkrieg

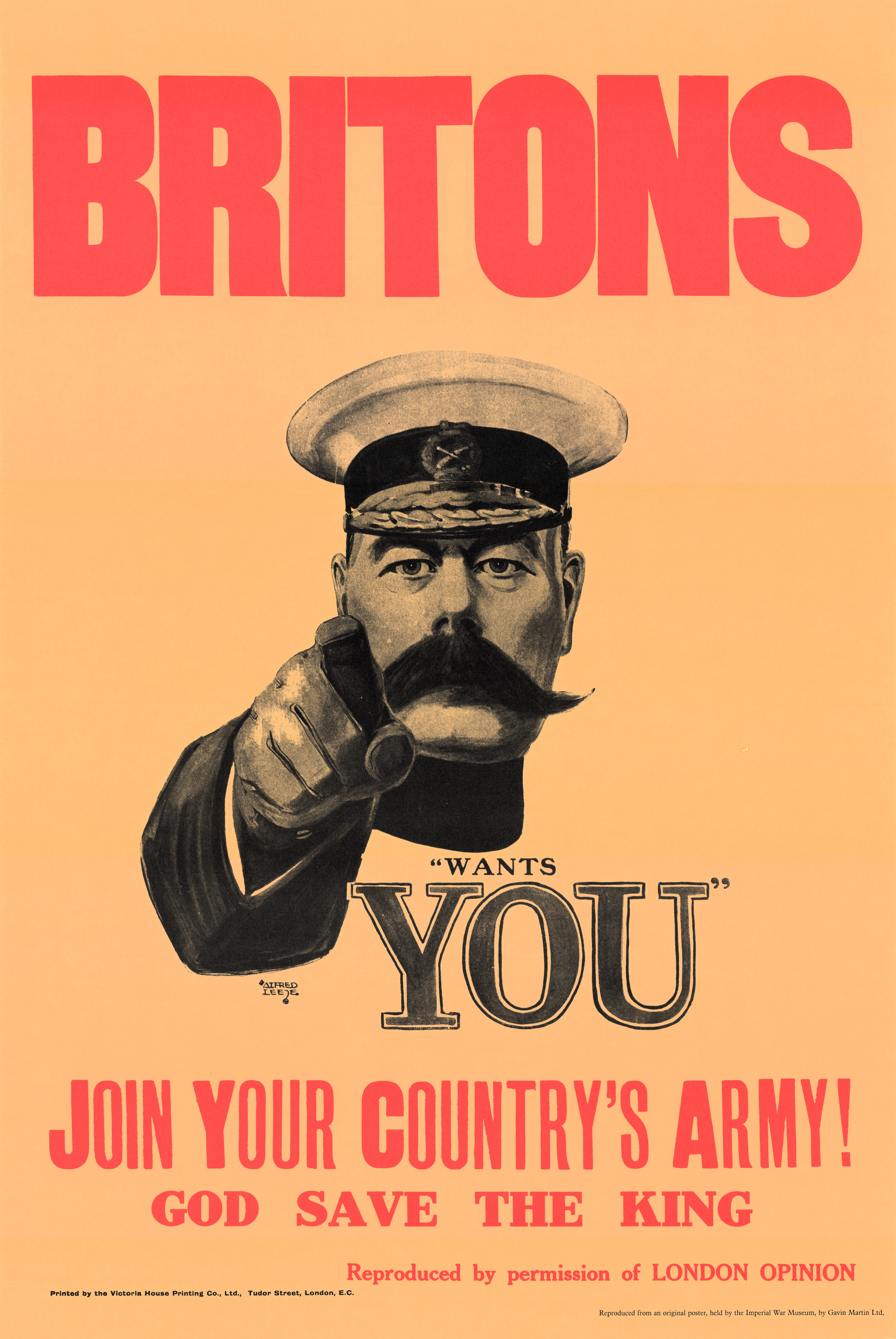
„Lord Kitchener Wants You“: Plakat von Alfred Leete (1882–1933), 1914

Der Beginn des Krieges führte zunächst zu einem Stillhalteabkommen in der Parteipolitik, um nationale Einigkeit zu demonstrieren. Die Konservativen bezeichneten dies als „patriotische Opposition“. Asquiths Regierung reaktivierte sofort zu Kriegsbeginn den im Land äußerst populären Feldmarschall Herbert Kitchener und installierte ihn als Kriegsminister. Dieser begann schnell damit, eine Massenarmee (später „Kitcheners Armee“ genannt) zu rekrutieren, um das zahlenmäßig kleine Britische Expeditionskorps (BEF) zu erweitern. Genau wie die meisten anderen Politiker hatte Asquith zunächst an einen kurzen Krieg geglaubt, der auf britischer Seite vor allem den Einsatz der überlegenen Royal Navy beinhalten und nur ein kleines britisches Expeditionskorps erfordern würde. Jedoch wurde spätestens Ende 1914 deutlich, dass der Krieg länger andauern und auch der Einsatz eines großen Massenheeres nötig sein würde. Dies wurde für die Liberale Partei zunehmend zur Belastung. Traditionell standen die Liberalen Themen wie der allgemeinen Wehrpflicht wie auch der in Kriegszeiten nötig werdenden Zensur ablehnend gegenüber. Statt einem verpflichtenden Wehrdienst wurde 1914 zunächst ein Freiwilligensystem zur Rekrutierung geschaffen, welches jedoch ab 1915 nicht mehr die nötigen zahlenmäßigen Anforderungen für die Westfront lieferte.
Ende November 1914 wurde ein Kriegsrat installiert, der in der Praxis schnell zur maßgeblichen politischen Entscheidungsstelle wurde und dessen Entscheidungen erst nachher dem Kabinett (von Asquith) vorgelegt wurden. Asquith berief diesen Kriegsrat jedoch nur äußerst unregelmäßig ein, eine Maßnahme, die zu einer erheblichen Machtkonzentration in den Händen weniger Männer führte und in der Praxis bedeutete, dass die eigentliche Kriegsführung weitestgehend in den Händen von Premierminister Asquith, Kriegsminister Kitchener und dem Ersten Lord der Admiralität Churchill lag.
Mit fortdauernder Dauer des Krieges stieß das parteipolitische Stillhalteabkommen zwischen Liberalen und Tories auch zunehmend an seine Grenzen. Kriegsminister Kitchener wurde als zögerlich und unentschlossen wahrgenommen und erwies sich immer mehr als eine Belastung. Vor allem die von Winston Churchill betriebene „Dardanellenstrategie“ mit dem Ziel, das Osmanische Reich aus dem Krieg zu drängen und damit einen sicheren Seeweg zum östlichen Verbündeten Russland zu schaffen, war äußerst umstritten. Dieser Disput war im Kontext eines weitergehenden grundsätzlichen Konflikts zwischen „Westerners“ (die einen Sieg an der Westfront gegen das deutsche Heer suchten) und „Easterners“ (die zunächst die Verbündeten Deutschlands ausschalten wollten und deshalb das Hauptaugenmerk auf die anderen, vor allem östlichen Kriegsschauplätze legten) bedingt. Asquith selbst hielt sich in dieser Frage moderierend neutral, zählte grundsätzlich jedoch zu den „Westerners“. Die aus der Dardanellenoffensive resultierende fatale und verlustreiche Schlacht von Gallipoli hatte zu heftigen Auseinandersetzungen geführt. Ein angewiderter Asquith schrieb danach an Kitchener: „Ich habe genug gelesen, um mich davon zu überzeugen, dass die bei Suvla involvierten Generäle und der Stab vor ein Militärgericht gestellt werden und aus der Armee entlassen werden sollten.“
Der Rücktritt des Ersten Seelords John Arbuthnot Fisher infolge von Unstimmigkeiten mit Churchill bewirkte eine Kabinettskrise. Nach einer Spaltung des Kabinetts, durch die „Munitionskrise“ (Shell Crisis), den schlechten Verlauf der Gallipoli-Kampagne sowie dem Rücktritt Fishers ausgelöst, drohten die Konservativen, ihre parteipolitische Zurückhaltung aufzugeben und eine Untersuchung zu fordern. Deshalb wurde im Mai 1915 eine Koalition zwischen den von Premierminister Asquith geführten Liberalen und den Konservativen um ihren Parteiführer Andrew Bonar Law gebildet. Dazu wurde diese Regierung von Teilen der Labour-Partei unterstützt – obwohl Teile der Labour-Partei die Regierung ab 1914 nicht mehr unterstützten, da sie nicht ihre pazifistische Überzeugung verraten wollten. Asquith wurde somit nun der Führer einer breiten Koalitionsregierung, die auch führende Köpfe der Opposition ins Kabinett brachte. Als Preis für die konservative Unterstützung mussten mehrere liberale Minister ihren Posten räumen, da sie für die Konservativen inakzeptabel waren. Dies betraf vor allem den Renegaten und Parteiüberläufer Churchill, der auf Betreiben der Konservativen die Admiralität gegen das bedeutungslose Amt des Chancellor of the Duchy of Lancaster tauschen musste. Auch Harcourt und Beauchamp mussten ihre Posten räumen. Daneben fiel vor allem auch Asquiths langjähriger und ältester politischer Freund, Richard Haldane, der Koalitionsbildung zum Opfer. Asquith gab dem Druck der Konservativen nach und entließ Haldane praktisch ohne Widerstand oder ein persönliches Wort, was Asquiths Biograf Roy Jenkins als den uncharakteristischsten Fehler in Asquiths gesamter politischer Karriere nennt. Die führenden Konservativen begnügten sich im Gegenzug mehrheitlich mit subalternen Posten. Von den vier wichtigsten Ämtern hielten sie lediglich die Admiralität. Dazu wurde die Munitionsversorgung aus Kitcheners Ressort abgetrennt; Asquith stellte sicher, dass Bonar Law der Zugriff auf das neugeschaffene Ministerium verwehrt wurde und stattdessen Lloyd George nun Munitionsminister wurde. An die Stelle des Kriegsrats trat das personell erweiterte Dardanellenkomittee. Der ebenfalls entlassene Liberale Charles Hobhouse notierte danach resigniert: „Der Zerfall der Liberalen Partei ist komplett, Ll.G. und seine Tory-Freunde werden Asquith und die ein oder zwei echten übrigen Liberalen bald loswerden.“
Ende 1915 untergruben die andauernden Misserfolge an der Westfront das Vertrauen in Kriegsminister Kitchener und den Oberbefehlshaber der BEF in Frankreich, Sir John French. Wegen seiner unentschlossenen Führung wurde French für die britischen Fehlschläge und die hohen Verluste verantwortlich gemacht. Kitchener war für Bonar Law und Lloyd George untragbar geworden; Asquith stimmte ihnen grundsätzlich zu, fürchtete jedoch die öffentliche Reaktion auf eine Entlassung des im Volk sehr populären Kriegsministers. Deshalb wählte er eine indirekte Methode und ermutigte den zaudernden Kitchener im November, sich für zwei Monate zum Gallipoli-Kriegsschauplatz zu begeben und vor Ort ein Bild zu machen. In der Zwischenzeit übernahm er selbst provisorisch das Amt des Kriegsministers und begann in schneller Folge, einige wichtige von Kitchener aufgeschobenen Aufgaben zu erledigen. So entließ er French im Dezember 1915 und ersetzte ihn durch dessen Stellvertreter und Oberbefehlshaber der 1. Armee, Douglas Haig. Dazu ernannte er Sir William Robertson zum Chef des Imperialen Generalstabs, der von nun an in dieser Funktion dem Kabinett strategische Beratung erteilen sollte. Mit dieser Leistung zeigte Asquith in den Augen seines Biographen Roy Jenkins ein letztes Mal seine außergewöhnlichen administrativen Talente. Dazu wurde eine Veränderung im Dardanellenkomittee vorgenommen, nun erneut Kriegsrat genannt. Das verkleinerte Organ sollte nun neben Asquith selbst nur noch David Lloyd George, Reginald McKenna, Arthur Balfour und Andrew Bonar Law umfassen, um einen schnelleren Entscheidungsprozess zu ermöglichen; diese Absicht wurde jedoch schnell wieder zunichtegemacht durch erneute personelle Erweiterungen und einen grundsätzlichen Mangel an Entscheidungsbefugnis, der zu langwierigen Diskussionen im Kabinett über bereits im Kriegsrat getroffene Entscheidungen führte.

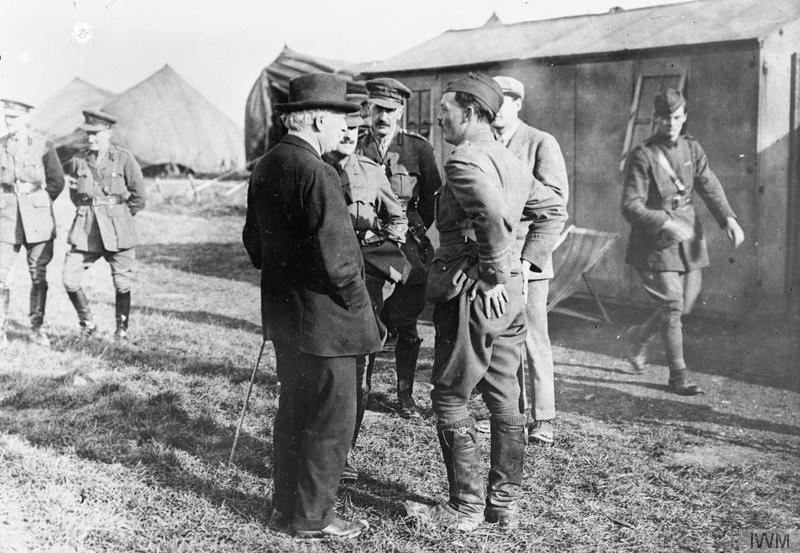
Asquith (in Zivilkleidung) bei einem Frontbesuch während der Schlacht an der Somme. (1916)

Zudem war das Scheitern des auf Freiwilligkeit beruhenden Rekrutierungsystems offenkundig geworden und die Koalitionsregierung schließlich Anfang Januar 1916 gezwungen, einen verpflichtenden Wehrdienst für Junggesellen einzuführen, der später im Jahr auch auf verheiratete Männer ausgeweitet wurde. Wiederum traf diese Maßnahme auf Widerstand in der eigenen Partei und bei der Labour-Partei; John Simon trat zurück. Asquith nahm im Verlauf der Diskussionen wiederum seine charakteristische abwartende Haltung ein, was für großen Ärger bei Politikern wie Lloyd George sorgte, die für einen radikaleren Ansatz in der Handhabung des Krieges waren. Das lange andauernde unentschiedene Kreisen um dieses Thema beschädigte Asquiths Reputation, der in dieser Frage weder die Befürworter noch die Gegner zufrieden stellen konnte.
Nach dem Osteraufstand in Dublin Ende April 1916 besuchte Asquith Irland im folgenden Monat und kam zum Schluss, dass das bestehende Regierungssystem völlig zusammengebrochen war. Er gab die Aufgabe an Lloyd George weiter, mit den beiden Antipoden Carson und Redmond eine Form von Home Rule auszuhandeln. Das informelle Übereinkommen sah für die Dauer des Krieges eine provisorische Form von Home Rule für den Süden Irlands mit Ausnahme von Ulster vor. Das Übereinkommen wurde jedoch scharf von den Unionisten kritisiert, vor allem Lansdowne und Walter Long zeigten sich unnachgiebig. Bonar Law und die große Mehrheit der Konservativen lehnte zudem aus konstitutionellen Gründen für den Fall des Inkrafttretens einen weiteren Verbleib der irischen Nationalisten im Unterhaus ab; im Fall von Home Rule sahen sie es inakzeptabel an, dass die irischen Nationalisten weiterhin im Unterhaus das Zünglein an der Waage spielen dürften. Redmond dagegen zeigte sich ebenso unnachgiebig, da er Ulster nur provisorisch, nicht aber permanent aufgeben wollte. Aufgrund dieses Patts musste im Juli 1916 das alte System wieder erneuert werden.
Nachdem im Juni 1916 Kitchener bei einem Schiffsuntergang umkam, war sein Posten vakant. Bonar Law und Lloyd George verständigten sich darauf, dass letzterer den Posten übernehmen solle. Bonar Law suchte (in Begleitung seines Freundes Max Aitken, 1. Baron Beaverbrook) Asquith deshalb in dessen Haus in Sutton Courtenay auf, wo dieser laut den Erinnerungen von Lord Beaverbrook eine Partie Bridge spielte und beide deshalb warten ließ. Bonar Law zeigte sich über Asquiths Unbeschwertheit in der vorliegenden Krisensituation schockiert. Zuvor Asquith freundlich gesinnt, driftete er nun schrittweise ins Lager seiner Gegner über.

#### Sturz
Im Verlauf des Jahres 1916 rückte Asquith zunehmend selbst ins Zentrum der Kritik; Asquith, der die Presse verachtete, lehnte es ab, sich mit ihr abzugeben und für seine eigene Sache zu werben. Der mächtige Zeitungsmagnat Lord Northcliffe, Eigentümer der Times und der Daily Mail, arbeitete dagegen auf seine Absetzung hin. Bereits in der Munitionskrise 1915 hatten seine beiden Zeitungen harsch die Regierung und Kriegsminister Kitchener kritisiert und die Mängel in der Versorgung bloßgestellt. In der britischen Presse wurde Asquith einerseits wegen seiner Frau Margot (die einen Teil ihrer Schulzeit in Berlin verbracht hatte und auch im Krieg noch offen germanophil war), andererseits vor allem auch wegen seiner notorisch abwartenden Strategie, die er vormals selbst mit den Worten „Wait and see“ (Abwarten und schauen) beschrieben hatte, harsch kritisiert. Der abwertende Spitzname Squiff oder Squiffy (englisch für „angesäuselt“, „leicht betrunken“), da er in Krisenzeiten und in den Augen einiger Beobachter bei Dinner-Partys teils zu sehr dem Alkohol zusprach, wurde von seinen Gegnern nun regelmäßig verwendet.

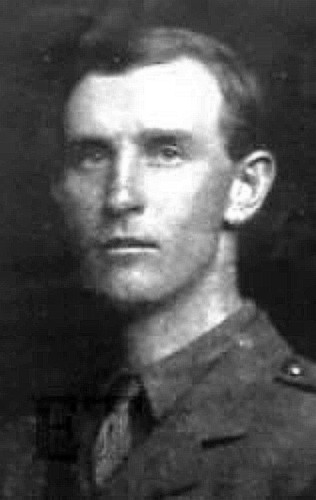
Raymond Asquith, Sinnbild für die verlorene Generation gefallener junger Männer an der Westfront

Asquiths Leitung der Kriegsführung stellte bestimmte liberale Politiker und die Konservative Partei nicht zufrieden. Lloyd George hatte Asquith bei anderen Regierungsmitgliedern zum ersten Mal Mitte 1915 kritisiert, da dieser Initiative vermissen lasse und keine Anstrengungen unternehme, die einzelnen Öffentlichen Ressorts zusammen zu halten, die deshalb für sich jeweils ihre eigenen Wegen gehen würden. Seine politischen Gegner, zu denen Edward Carson und Alfred Milner zählten, warfen Asquith Entscheidungsschwäche und Indifferenz vor; andauernde langwierige Diskussionen und zahlreiche interne Intrigen machten einen schnellen Entscheidungsprozess im Kabinett beinahe unmöglich. Der personell stark aufgeblähte Kriegsrat verlor durch die Koalitionsbildung seine entscheidende Machtbefugnis. In der Praxis wurden alle dort getroffenen Entscheidungen erneut im Kabinett langwierig diskutiert. Zwischen Konservativen und Liberalen herrschte auch nach der Koalitionsbildung ein großes Misstrauen, ein Resultat aus den heftigen politischen Auseinandersetzungen der Jahre vor dem Beginn des Krieges. Dazu gaben seine Gegner Asquith die Schuld an einigen politischen und militärischen Katastrophen, darunter der endgültige Fehlschlag der Dardanellen-Expedition Ende 1915, der Osteraufstand im April 1916 und die gescheiterte Schlacht an der Somme. Im Verlauf der Somme-Schlacht fiel auch Asquiths hochbegabter Sohn Raymond; sein Tod und der vorangegangene Verlust seiner langjährigen Vertrauten Venetia Stanley (die den Junior-Minister Edwin Montagu heiratete) bedeuteten für Asquith jeweils einen schweren Schlag – Verluste, von denen er sich in der Meinung seiner Biographen nicht wieder erholte.
David Lloyd George erwarb sich als Munitions- und nachfolgend als Kriegsminister dagegen eine Reputation für energisches und tatkräftiges Handeln. In der Absicht, den Premierminister von der operativen Führung auszuschließen, gelang es Lloyd George Mitte November 1916, sich die Unterstützung der Konservativen zu sichern. Ein kleineres Kriegskabinett, bestehend aus vier Personen mit Lloyd George an der Spitze, sollte gebildet werden, Asquith diesem dagegen nicht angehören. Asquith akzeptierte den Vorschlag zunächst, zog sein Einverständnis jedoch wieder zurück, als in der Londoner Times ein gut informierter Artikel über den Vorgang erschien, der ihn als ausgegrenzt aus dem kleineren Kriegskabinett darstellte. Er forderte nun selbst den Vorsitz für sich ein. Daraufhin reichte Lloyd George seinen Rücktritt ein. Da Bonar Law jedoch Lloyd George unterstützte und den Rücktritt aller konservativen Minister aus dem Kabinett androhte, sah Asquith keine andere gangbare Option mehr und trat am 5. Dezember 1916 selbst zurück. Asquith kalkulierte dabei zumindest die Möglichkeit ein, dass weder Lloyd George noch Bonar Law in der Lage wären, eine Koalition zu bilden und er dann wiederum die Chance zur Regierungsbildung erhalten würde. Bonar Law wurde unmittelbar nach Asquiths Rücktritt vom König eingeladen, eine Regierung zu bilden. Dieser hatte sich mit Lloyd George bereits im Vorfeld darauf verständigt, dass er nur dann versuchen würde, eine neue Regierung zu bilden, wenn er Asquith dazu überreden könne, dieser in einer subalternen Position beizutreten. Anderenfalls solle Lloyd George versuchen, eine neue Regierung zu bilden. Bonar Law scheiterte jedoch mit seinem Überredungsversuch. Einen Tag später lud König George Asquith, Lloyd George, Bonar Law, Balfour und Arthur Henderson zu einer Konferenz im Buckingham Palace ein, um sie zur Bildung einer Nationalen Regierung zu überreden. Das Treffen endete jedoch ergebnislos. Nachdem Asquith erneut die Möglichkeit ablehnte, in einem anderen Kabinettsposten zu verbleiben, wurde einen Tag später Lloyd George Chef der neuen Koalitionsregierung. Der als Premierminister verdrängte Asquith ging nun mit seinen Anhängern in die Opposition, während ein (kleinerer) Teil der Liberalen unter dem neuen Premierminister Lloyd George an der Koalition festhielt.
Unmittelbar nach seinem Fall besuchte Asquith ein allgemeines Treffen der liberalen Parlamentsmitglieder beider Häuser im Londoner Reform Club. In staatsmännischen Worten verteidigte er sein Handeln und legte die Gründe für sein Scheitern dar. Danach appellierte er an den Patriotismus der Anwesenden und rief sie auf, auch die neue Regierung zu unterstützen. Asquiths Fall wurde bereits unmittelbar nach den Geschehnissen als eine Zäsur empfunden. Von seinen Anhängern und ihm zugeneigten Beobachtern wurde er „der letzte Römer“ genannt, ein Symbol für verworfene alte Tugenden und der letzte Politiker einer alten Generation vor dem Aufkommen von Massenmedien und universalem Wahlrecht.

### In der Opposition

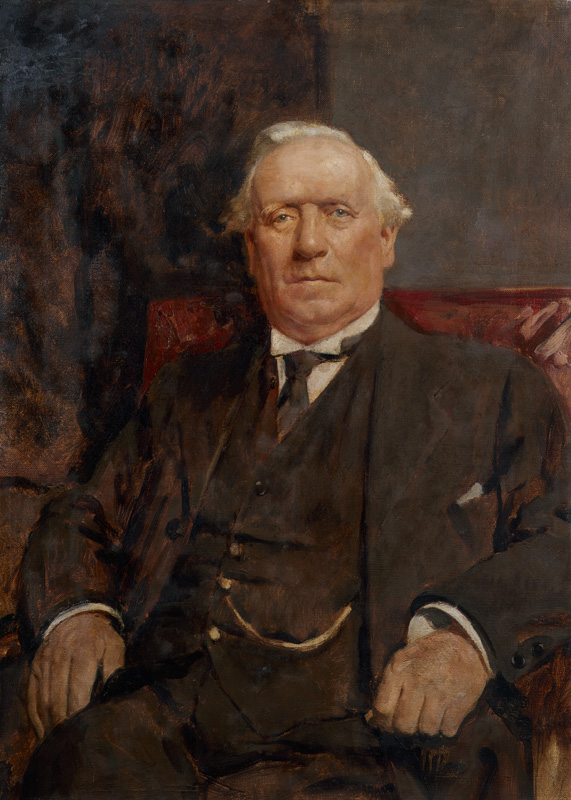
Asquith 1919

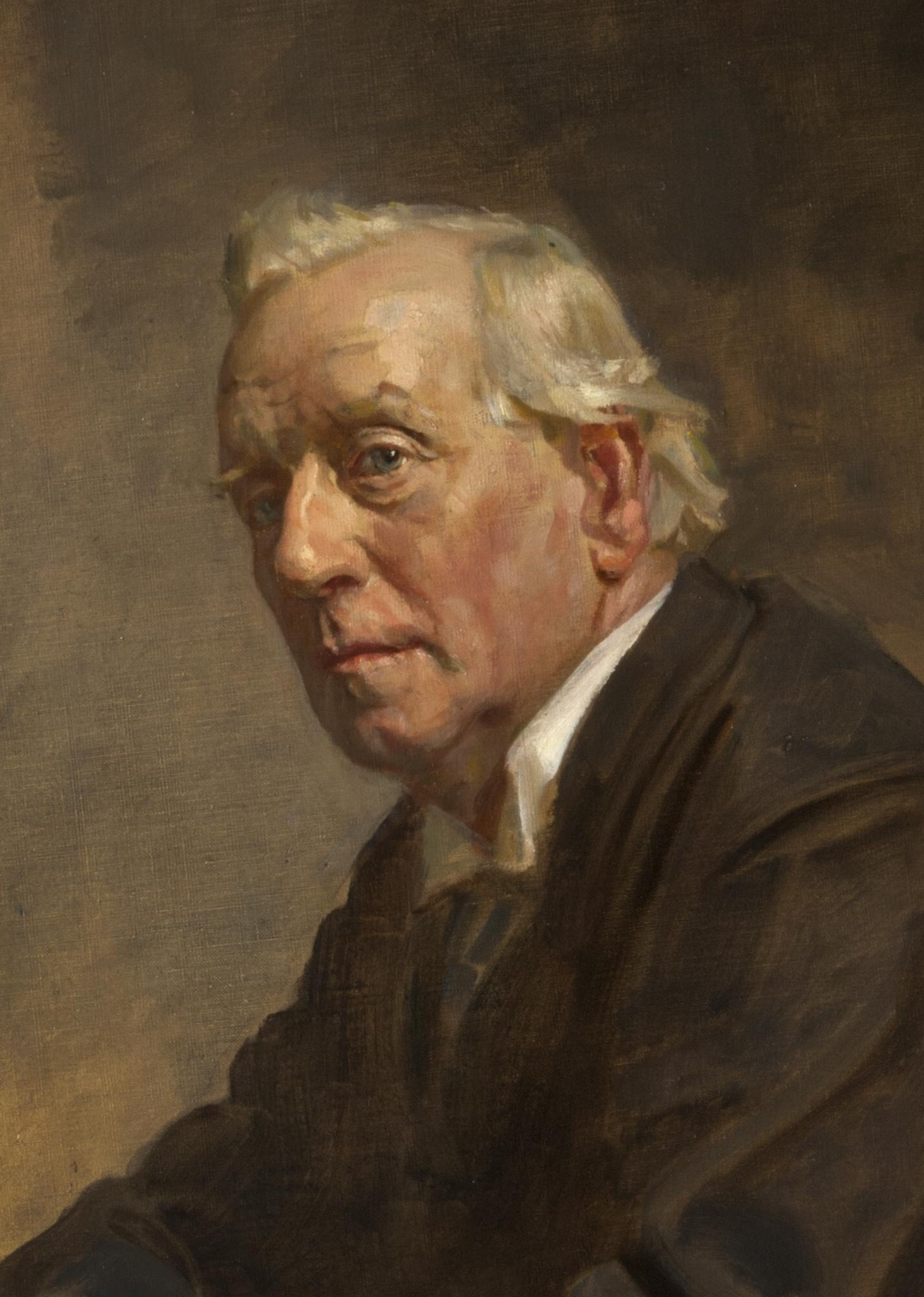
Henry Herbert Asquith um 1920. Porträtstudie von James Guthrie für Statesmen of World War I.

Asquiths Liberale Fraktion nahm nun die Rolle einer Opposition wahr, was zunehmend zu einer Spaltung der Liberalen Partei führte. Versuche von verschiedenen Seiten, auch von Lloyd George, den Bruch noch in der Anfangsphase zu kitten, scheiterten. Vor allem seine unnachgiebige Frau Margot hielt Asquiths verletzten Stolz weiter am Leben.
Die sogenannte „Maurice-Debatte“ im Frühjahr 1918, aufgrund der öffentlichen Anschuldigung des Generals Frederick Maurice, führte zu einer starken Verhärtung der Fronten; General Maurice hatte in der Times Lloyd George beschuldigt, die Öffentlichkeit über die aktuelle Lage an der Westfront hinters Licht zu führen, woraufhin Asquiths Liberale eine Debatte im Unterhaus mit anschließender Division des Hauses forcierten. Obwohl die Debatte ergebnislos blieb, vertiefte sie den Graben zwischen Koalitionsanhängern und Asquiths Liberalen. Asquiths Fraktion wurde bei der Division mit 293 zu 106 Stimmen für die Regierung (und vielen Enthaltungen auf Seiten der Liberalen) klar geschlagen. Lloyd George fühlte sich in einem Moment einer sich zuspitzenden militärischen Krise durch die forcierte Debatte verraten und behielt einen persönlichen Groll gegen diejenigen, die gegen ihn gestimmt hatten. Alle diejenigen, die gegen ihn gestimmt hatten, erhielten bei der kommenden „Coupon-Wahl“ kein Unterstützungsschreiben der Regierung. Im September 1918 und noch einmal anlässlich des Waffenstillstands lehnte Asquith Angebote seitens Lloyd George ab, als Lord Chancellor wieder in die Koalition zurückzukehren und zwei seiner eigenen Anhänger für das Kabinett zu nominieren. Umgekehrt verweigerte Lloyd George Asquiths Anliegen, als Teil der britischen Delegation an den Pariser Friedensverhandlungen teilnehmen zu können.
Zur Unterhauswahl 1918 gab die Koalition um Lloyd George und den Konservativen vor dem Wahlkampf Unterstützungschreiben an bestimmte Kandidaten der Liberalen und Konservativen heraus, die sie als Anhänger der bestehenden Koalition auswies. Wer bei der vergangenen Maurice-Debatte gegen ihn gestimmt hatten, erhielt kein Schreiben. Asquith bezeichnete diese Schreiben abfällig als Coupons; der Name „Coupon-Wahl“ ist seither ein Synonym für die Unterhauswahl. Die Koalition gewann die Wahl komfortabel, wobei die Konservativen der eindeutige Hauptgewinner waren. Die Liberalen um Asquith, die im Wahlkampf ihren alten Themen wie dem Freihandel verpflichtet blieben, erlebten dagegen ein Debakel; sie konnten nur mit 26 ihrer 253 Kandidaten ins Unterhaus einziehen und schrumpften zu einer Rumpfpartei zusammen. Sie verloren ihre Rolle als führende Oppositionspartei an die Labour-Partei. Labour hatte sich bei der Wahl zum ersten Mal von den Liberalen in einem eigenen Wahlkampf emanzipiert und keine Absprachen mehr in den einzelnen Wahlkreisen mit den Liberalen getroffen. Asquith selbst verlor ebenfalls seinen Parlamentssitz in East Fife, obwohl die Koalition keinen Gegenkandidaten aufgestellt hatte.
Er blieb jedoch weiterhin Führer der Liberalen Partei. Durch eine Nachwahl (im schottischen Paisley) kehrte er 1920 ins Unterhaus zurück. Jedoch konnte er in einem feindselig gestimmten Unterhaus – Asquith nannte es das schlechteste Unterhaus überhaupt, in dem er je saß – keine Akzente setzen. Eine von vielen einfachen liberalen Parlamentsmitgliedern betriebene Wiedervereinigung – insbesondere nach dem Bruch der Koalition zwischen Lloyd George und den Konservativen – scheiterte am Widerstand von Asquith selbst und den alten Führungskräften um ihn herum. So äußerte Herbert Gladstone (Sohn des ehemaligen Premierministers) 1923, es sei klar, dass Asquith kein effektiver Anführer mehr sei, Lloyd George jedoch die Nachfolge verwehrt werden müsse. Michael Kinnear sieht in Asquiths anhaltendem Groll und seinem Rachedurst gegen Lloyd George den entscheidenden Faktor, der eine schnelle Wiedervereinigung der beiden liberalen Teilparteien unmöglich machte.
1924 spielte Asquith eine wichtige Rolle bei der Bildung der Labour-Minderheitsregierung, deren Premierminister Ramsay MacDonald wurde. Nachdem der konservative Premierminister Stanley Baldwin Ende 1923 überraschend eine Unterhauswahl ausrief, einigten sich beide liberale Fraktionen auf ein kurzlebiges Wahlbündnis, welches unter dem Banner des Freihandels firmieren sollte. Baldwins Konservative, die auf seine Initiative hin für Zölle eingetreten waren, erlitten bei der Wahl am 6. Dezember 1923 eine Niederlage und verloren 86 ihrer 344 Sitze, während sowohl Labour als auch die Liberalen Unterhausssitze hinzu gewannen. Im Ergebnis kam es zu einem Hung parliament, bei dem keine der drei großen Parteien eine absolute Mehrheit auf sich vereinigen konnte.
Asquith gab daraufhin am 18. Dezember öffentlich bekannt, dass die Liberalen keine Koalition mit den Konservativen eingehen würden, nur um Labour von der Regierung fernzuhalten. Während einige konservative Stimmen und auch Churchill einen Bolschewismus heraufziehen sahen, äußerte Asquith, eine Labour-Regierung „könnte schwerlich unter sichereren Bedingungen ausprobiert werden.“ Dem Literaturhistoriker Edmund Gosse gegenüber meinte er gönnerhaft, er würde Ramsay Macdonald nicht eine Stunde seiner kurzen Herrschaft stehlen: „Lass es ihn genießen, solange er kann, denn einmal aus dem Amt, wird niemand jemals wieder etwas von ihm hören.“ Asquith hegte bei seiner Entscheidung die Hoffnung, dass Labour sich als inkompetent herausstellen und die Liberalen sie dann nach ein oder zwei Jahren verdrängen würden. Deshalb entschied er sich auch für eine Tolerierung Labours und schreckte vor einer Koalitionsabsprache zurück, so dass die Liberalen frei vom Makel des aus seiner Sicht kommenden Scheiterns der Regierung sein würden. Lloyd George unterstütze ihn grundsätzlich in seinem Kurs, hätte allerdings aus taktischen Gründen eine Koalition bevorzugt, die aus seiner Sicht in ihrem Regierungsprogramm unweigerlich eine eher liberale Prägung gehabt hätte.
Labour-Parteichef MacDonald nahm diese Herausforderung an. Seit Jahren waren es seine beiden Hauptziele gewesen, einerseits der Wählerschaft zu beweisen, dass Labour keine radikale, sondern eine konstitutionelle Partei sein, die eine gemischte Ökonomie managen könne und andererseits die Liberalen von der politischen Mitte zu verdrängen. Deshalb bildete er nun eine Minderheitsregierung, die auf die Tolerierung der Liberalen angewiesen war. Labour gelang es schnell, einige Erfolge in ihrer Regierungsbilanz zu erzielen; so konnte Frankreich dazu bewegt werden, dem Dawes-Plan (der die Reparationen Deutschland an die Siegermächte regeln sollte) zuzustimmen. Der Schatzkanzler Philip Snowden zeigte sich zudem als vorsichtiger Akteur, der einer fiskalischen Seriosität im Sinne Gladstones verpflichtet war. Der Bruch erfolgte nach wenigen Monaten, als Labour einen Handelsvertrag mit der Sowjetunion abschließen wollte und aufgrund der sogenannten Campbell-Affäre: Der kommunistische Zeitungsherausgeber J. R. Campbell hatte in einem Beitrag das Militär aufgefordert, zu meutern. Auf Druck einiger Labour-Hinterbänkler war eine juristische Verfolgung Campbells von der Regierung blockiert worden. Daraufhin wandten sich Konservative und Liberale gemeinsam gegen die Labour-Regierung und forcierten eine Debatte im Unterhaus, bei der sie eine parlamentarische Untersuchungskommission anregten. Die Labour-Regierung widersetzte sich dem und verlor eine Vertrauensabstimmung, woraufhin sie nun Neuwahlen ausrief. Asquith hielt im Zuge der Debatte seine letzte Rede im Unterhaus.
Die Wahl von 1924, die nach dem Sturz der Labour-Regierung stattfand, wurde Asquiths letzter Wahlkampf. Die Liberalen waren dabei von Anfang an im Nachteil. Asquiths Fraktion mangelte es an Geld. Lloyd George besaß zwar einen großen persönlichen Wahlkampffonds, den er während seiner Regierungszeit bis 1922 durch den Verkauf von Peerages erworben hatte. Er weigerte sich jedoch, diesen mit Asquiths Liberalen zu teilen, solange er nicht selbst zum Parteiführer einer wiedervereinigten Liberalen Partei gewählt war. Deshalb konnten die Liberalen landesweit nur insgesamt 340 Kandidaten aufstellen. „Matt bis zum Punkt der Indifferenz“ führte Asquith, nunmehr 72 Jahre alt, in den Augen mancher Beobachter in seinem Wahlkreis Paisley seinen letzten Wahlkampf. Am Ende verlor er seinen Wahlkreis mit 2000 Stimmen Unterschied gegen den Labour-Kandidaten, einen ehemaligen Liberalen. Die Wahl geriet auch im Gesamtergebnis zum Debakel – die Liberalen konnten nur noch 40 Sitze im Unterhaus gewinnen; dazu ging ihr Anteil an Wählerstimmen von 4,2 Millionen auf 2,9 Millionen zurück. Labour dagegen verlor zwar 40 Sitze, gewann jedoch landesweit eine Million Stimmen hinzu und etablierte sich weiter als zweite Partei im Machtgefüge.
Der König bot ihm nun eine Peerage an. Asquith intendierte zunächst, das Angebot des Königs abzulehnen, da er, wie er meinte, lieber als Bürgerlicher wie vor ihm Pitt der Jüngere und Gladstone sterben wollte. Jedoch akzeptierte er schließlich die Offerte und wurde 1925 als Earl of Oxford and Asquith geadelt. Er hatte den Titel des Earl of Oxford selbst gewählt, da er eine große Vorgeschichte in Person von Robert Harley, 1. Earl of Oxford and Earl Mortimer habe. Die Debatten im House of Lords empfand er als qualitativ substanziell schlechter und hatte kein Vergnügen am dortigen Politikbetrieb. 1925 war er möglicher Anwärter für die Kanzlerschaft der Universität von Oxford. Jedoch sammelten sich die Konservativen um einen Alternativkandidaten, um die Wahl ihres alten Gegners zu verhindern. Trotz der vehementen Unterstützung einiger Freunde, des konservativen Historikers Keith Feiling und auch seines früheren konservativen Gegenspielers F. E. Smith (nun Lord Birkenhead), der Asquith in einem offenen Brief an die Times als den „größten lebenden Oxonian“ bezeichnete, seine akademischen Meriten auflistete und die Wahlberechtigten bat, nicht entlang alter Parteilinien zu wählen, wurde der konservative Politiker Lord Cave mit 987 zu 441 Stimmen zum Kanzler gewählt.

Wähleranteile bei Unterhauswahlen seit 1832: Konservative blau, Liberale gelb, Labour rot, andere grau.

Über den Generalstreik von 1926 hatten Asquith und Lloyd George wiederum eine Auseinandersetzung, die sie in veröffentlichten Briefen austrugen; Asquith kritisierte den Generalstreik, während Lloyd George sich ambivalent verhielt. Lloyd George gewann mit dieser Haltung diese letzte Auseinandersetzung. Nach Asquiths Nobilitierung wurde Lloyd George sein Nachfolger als Fraktionsführer der liberalen Abgeordneten im Unterhaus, aber Asquith blieb Parteichef.
Am 15. Oktober 1926 trat er schließlich auch als Parteichef zurück. Lloyd George wurde sein Nachfolger und konnte die Spaltung in der Liberalen Partei nun überwinden. Jedoch war er trotz einiger Achtungserfolge nicht mehr in der Lage, die Partei aus ihrer Position als dritte Partei im Parteiengefüge wieder herauszuführen. So errangen die Liberalen bei der Unterhauswahl 1929 zwar mit mehr als fünf Millionen Stimmen einen Wähleranteil von 23,6 %, waren jedoch mit lediglich 59 Stimmen im Unterhaus wiederum schwach repräsentiert und im Ergebnis nur duldende Unterstützer der zweiten Minderheitsregierung von Ramsay MacDonald. Aufgrund des britischen Mehrheitswahlrechts, das ein klares Zweiparteiensystem begünstigt, blieben die Liberalen gefangen in ihrer Position als unterrepräsentierte dritte Partei. (Britische Unterhauswahl 1918 25,6 %, Britische Unterhauswahl 1922 18,9 %, Britische Unterhauswahl 1924 17,8 % und nur 39 von 615 Sitzen)

### Letzte Lebensjahre

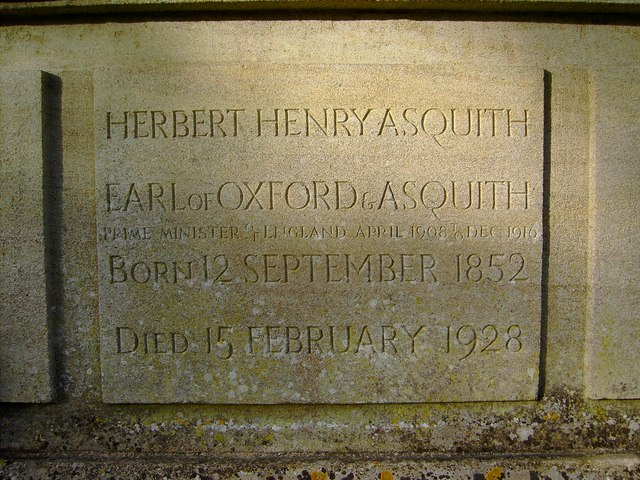
Asquiths Grab in Sutton Courtenay, Oxfordshire.

Asquith verbrachte seine letzten Jahre im Ruhestand; neben privaten Hobbys verfasste er seine Memoiren. Er und seine Frau bewegten sich zudem weiter in den Künstlerkreisen, in denen ihre Kinder involviert waren. Seine letzten Lebensjahre waren von finanziellen Problemen überschattet. Im Januar 1927 erlitt er einen schweren Schlaganfall, der ihn mehrere Monate zwang, einen Rollstuhl zu nutzen; ein weiterer schwerer Schlaganfall Ende 1927 paralysierte ihn fast völlig. Seine Tochter Violet schrieb über seinen Zustand: „Zu sehen, wie Vaters glorreicher Verstand zerbricht und – wie ein großes Schiff – versinkt, ist für mich ein Schmerz jenseits aller Vorstellungskraft.“ Am Morgen des 15. Februar 1928 verstarb Asquith in seinem Landhaus The Wharf. Auf eigenen Wunsch erhielt er ein einfaches Begräbnis in der Kirche All Saints’ in Sutton Courtenay. Sein Grab liegt auf dem Friedhof der Gemeinde. Asquiths zweite Frau Margot überlebte ihn um 17 Jahre; sie starb 1945.

## Autor
Asquith veröffentlichte 1923 sein Buch The Genesis of the War (dt.: Die Entstehung des Krieges), in dem er sich mit den Ursachen des Ersten Weltkrieges auseinandersetzte. Das Buch, Sir Edward Grey gewidmet, war eine Replik auf die Memoiren von Wilhelm II., in dem Asquith die einseitigen Schuldzuweisungen des exilierten deutschen Kaisers und dessen These der Einkreisungspolitik zurückwies, dagegen in seinen Ausführungen die aggressive, von Wilhelm II. mit initiierte deutsche Weltpolitik als eine der Kriegsursachen identifizierte. Im Jahr 1926 veröffentlichte er schließlich seine zweibändigen Memoiren, Fifty Years of Parliament (dt.: Fünfzig Jahre im Parlament). Kurz nach seinem Tod erschien, ebenfalls in zwei Bänden, Memories and Reflections (dt.: Erinnerungen und Betrachtungen). Die vier Bände dienten auch dazu, seine angeschlagenen Finanzen zu sanieren. Sie galten als Quelle bereits in den 1930ern gegenüber der „offiziellen“ Biographie von Spender & Asquith, lange das Standardwerk trotz übermäßigen Lobs, als zweitrangig.

## Forschungsgeschichte

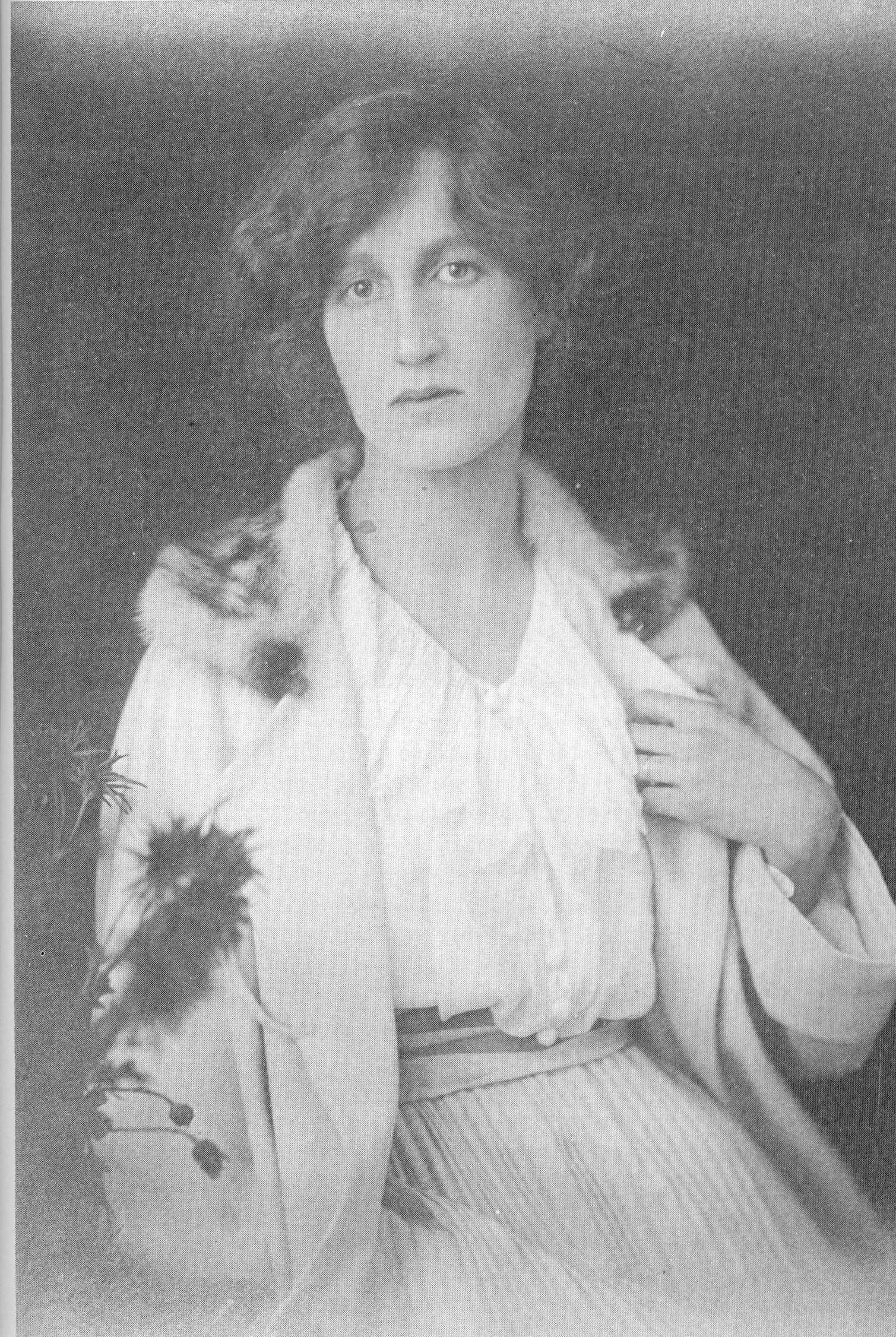
Violet Bonham-Carter

Nach Asquiths Tod versuchten seine Witwe Margot und seine Tochter Violet das Gedenken an Asquith zu bewahren. J. A. Spender und Cyril Asquith veröffentlichten 1932 eine zweibändige Biographie, die Asquith in einem äußerst günstigem Licht zeichnet. Margot schilderte in ihren eigenen Memoiren ebenfalls Asquith als herausragenden Staatsmann. Nach Margots Tod bewahrte Violet das Erbe Asquiths umso entschiedener und strengte vereinzelt auch Verleumdungsklagen gegen Autoren an, die kritische Veröffentlichungen herausbrachten; so erhob sie auch erfolgreich eine Verleumdungsklage gegen Robert Blake, der 1955 in seiner Biographie über Andrew Bonar Law eine strittige Weltkriegserinnerung Lord Beaverbrooks zitiert hatte, in der dieser beschrieb, Asquith habe in einer schwelenden Krisensituation weiter Bridge gespielt.
Eine rein quantitativ unüberschaubare Anzahl von Publikationen und Büchern ist im Laufe der Jahre erschienen über den Ausbruch des Ersten Weltkriegs und die Entscheidung des britischen Kabinetts, in den Krieg einzutreten. Dazu gibt es, beginnend 1935 mit George Dangerfields einflussreichem Buch The Strange Death of Liberal England viele Veröffentlichungen über den Niedergang der Liberalen Partei, in denen Asquith gewöhnlich eine starke persönliche Mitverantwortung zugeschrieben wird. Roy Jenkins veröffentlichte zudem 1954 Mr. Balfour’s Poodle, eine Darstellung über den Konflikt zwischen der liberalen Regierung und dem Oberhaus. Anfang der 1960er Jahre gewährte Violet dann Jenkins für eine Biographie Zugang zu einigem Nachlassmaterial. Dieser schilderte Asquiths politisches Wirken (Asquith: Portrait of a Man and an Era.) ebenfalls tendenziell äußerst wohlwollend, jedoch auf objektiver Basis. Jenkins sieht in Asquith den herausragendsten unter den sozialreformerisch aktiven Premierministern Großbritanniens.
Danach verblasste Asquiths Ansehen erneut und in der Folge setzt sich eine Welle von Autoren in einer Reihe von wohlwollenden Werken über David Lloyd George zunehmend kritisch mit Asquith auseinander. Vor allem Beaverbrook und besonders auch A.J.P. Taylor beeinflussten die Wahrnehmung zu Ungunsten Asquiths, während Lloyd Georges Ansehen in umgekehrtem Maße eine Renaissance erlebte. Robert Blake brachte eine oft wiederholte Unterscheidung zwischen Asquith dem Premierminister in den Jahren vor Kriegsausbruch und Asquith dem Führer in Kriegszeiten an: Asquith habe, als längster regierender Premierminister seit einem Jahrhundert, viele herausragende persönliche Qualitäten gehabt. Er sei jedoch 1916 ermüdet gewesen und obwohl ein großer Premierminister im Frieden, wie bereits andere erfolgreiche Premiers vor ihm, von der Veranlagung her ungeeignet gewesen, um die Nation durch einen großen Krieg zu führen. Sein Sturz sei der Forderung nach einer effizienteren und rigoroseren Führung des Krieges geschuldet, urteilte auch der Militärhistoriker Basil Liddell Hart 1970 in seiner Geschichte des Ersten Weltkriegs. Ebenso sah der Lloyd George-Biograph John Grigg Asquith in manchen wichtigen Bereichen als ungeeignet an, die Kriegsanstrengungen zu leiten.
1976 erschien eine kritisch-ausgewogene Biographie von Stephen Koss. In einer langen, bewegten und komplexen Karriere, die sich nicht leicht zusammenfassen lasse, seien Asquiths Fehler ebenso offenkundig wie seine Leistungen, schrieb Koss. Seine historische Statur sei im Nachgang durch den Niedergang der Liberalen Partei eher erhöht worden, argumentierte er weiter.
Asquiths Briefkorrespondenz mit seiner Vertrauten Venetia Stanley ist für die Historiker eine wichtige Quelle; Asquith schrieb zwischen 1910 und 1915 bis zu viermal täglich an sie, teils auch während der Kabinettssitzungen und teilte mit ihr ganz offen seine persönlichen Beobachtungen und politischen Probleme. Dabei gab er auch Interna aus dem Kabinett wieder. Diese Briefe sind besonders für die erste Phase des Krieges, in der noch keinerlei schriftliche Protokolle angefertigt wurden, für die Entscheidungsprozesse und Vorgänge im Kabinett relevant. 1982 erschien eine editierte Fassung von Asquiths Briefen in Asquith: Letters to Venetia Stanley, herausgegeben von Michael und Eleanor Block.
Im Jahr 1994 veröffentlichte George H. Cassar die Monographie Asquith as War Leader, in welchem er sich mit Asquith als politischen Führer im Ersten Weltkrieg auseinandersetzte. Er kam darin zu einem revisionistischen Fazit und widersprach der gängigen Sichtweise; vor allem beurteilte er Asquiths Leistungen in der ersten Phase des Krieges positiv. Asquith habe schwere Mängel als Führer im Krieg aufgewiesen, er habe jedoch vor Problemen von einer Größe und Komplexität gestanden, die niemand vor dem Krieg vorausgesehen habe. Deshalb sei er zum Improvisieren gezwungen worden. Insgesamt sah er Asquiths Bilanz als Führer im Weltkrieg deutlich positiver, als dies bislang der Kanon der gängigen Forschung gewesen war. Er kam zum Fazit, dass Asquith, wiewohl er als Anführer im Krieg niemals Pitt dem Älteren oder Churchill gleichkam, substanzielle und beeindruckende Erfolge vorweisen könne.
Colin Clifford veröffentlichte mit The Asquiths 2002 ein Familienportrait der Asquiths. Er konzentrierte sich dabei inhaltlich auf die Zeit von 1894 bis 1918 und zeichnete die komplexen Beziehungen innerhalb der Familie nach, nachdem Asquith Margot geheiratet hatte.
H C. G. Mathew sah 2004 Asquiths Entscheidung, Großbritannien in den Krieg zu führen, als die wichtigste und folgenreichste überhaupt an, die ein britischer Premierminister im 20. Jahrhundert traf. Asquiths Sturz habe den Niedergang der Liberalen Partei mit herbeigeführt. Hieran trage Asquith allerdings ebenfalls einen Teil der Schuld, urteilte Dick Leonard 2005.
Laut Roy Hattersley sei das moderne Großbritannien innerhalb von Asquiths Ägide geboren worden. In seinem Buch über das Zeitalter Eduards VII. führt er aus, dass Großbritannien bei Kriegseintritt 1914 ein verändertes Land war, in dem die politische, soziale und kulturelle Revolution bereits geschehen sei.
Im Rahmen der Serie 20 British Prime Ministers of the 20th Century erschien 2006 die Kurzbiographie Asquith von Stephen Bates. Obwohl Asquith heute ein größtenteils vergessener Premier ist, sei seine Regierung eine der wichtigsten und weitreichendsten gewesen, meint Bates. Das Volksbudget 1909 sei vor allem sein Verdienst gewesen, ebenso wie die Einführung der Altersrente, eine bleibende soziale Errungenschaft.

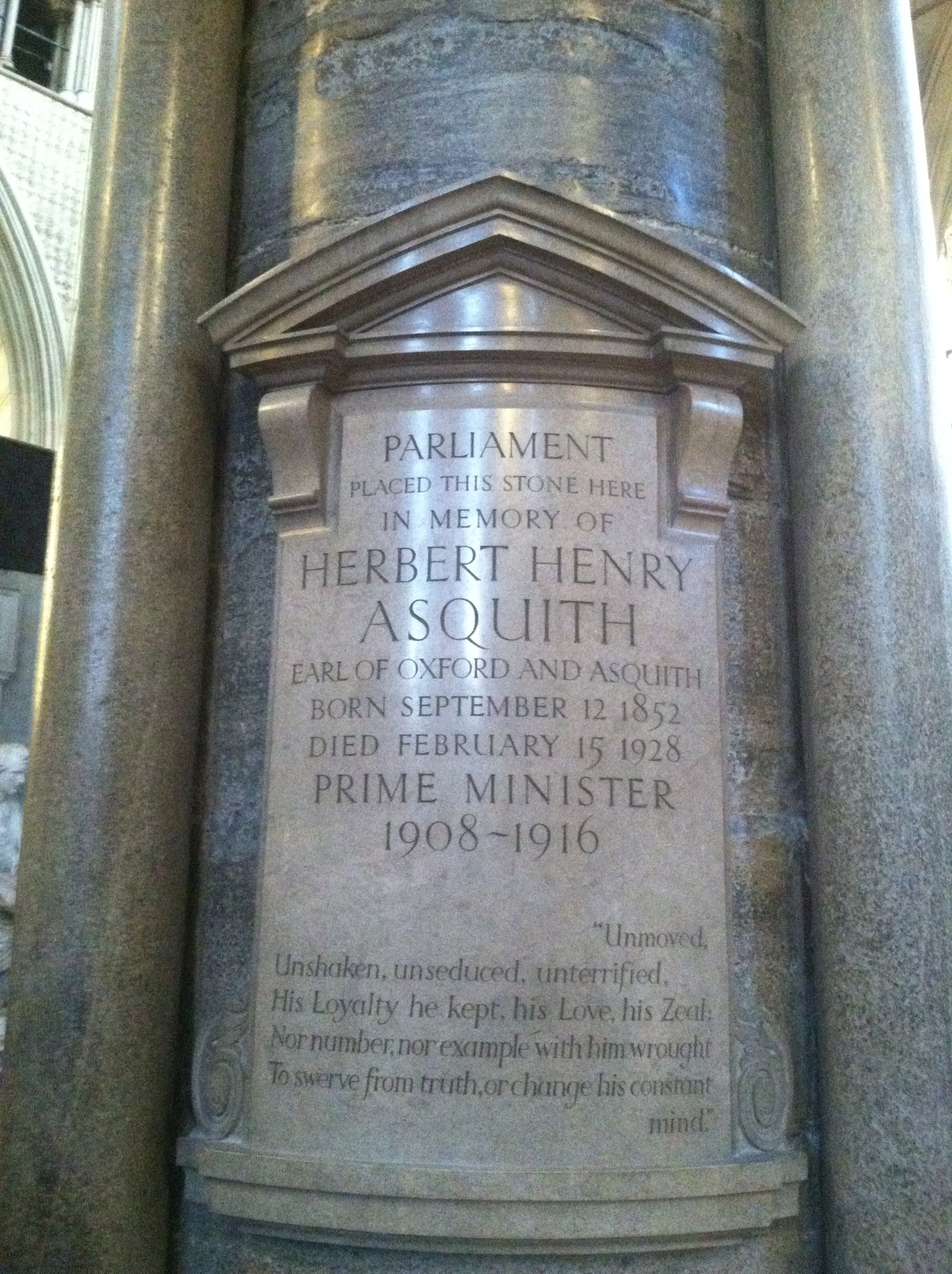
Gedenktafel für Asquith in der Westminster Abbey

Wie schon frühere Autoren sah 2009 auch John Campbell Asquiths persönliche Eitelkeit und seine Rivalität mit Lloyd George mit als ursächlich für den tiefen Fall der Liberalen Partei. Zudem sah er in Asquiths Weigerung, Ende 1916 als Minister in ein neues Kabinett entweder unter Bonar Law oder Lloyd George einzutreten, eine außergewöhnlich arrogante Haltung in einem Moment nationaler Krise. Andere ehemalige Premiers der Vergangenheit – wie Wellington unter Peel, Russell unter Palmerston oder Balfour unter ihm selbst – seien als Präzedenzfälle nicht zu stolz gewesen, in einem anderen Amt unter einem anderen Mann zu dienen. Auch Neville Chamberlain sei im nächsten großen Krieg loyal in Churchills Kriegsregierung eingetreten; Asquith dagegen habe sich aus verletztem Stolz und einer Abneigung heraus, gemeinsam mit Männern zu dienen, die sich ihm gegenüber schäbig verhalten hatten, nicht dazu bringen können, erneut ins Kabinett einzutreten.
2019 schließlich erschien H. H. Asquith: Last of the Romans von V. Markham Lester. In seinem Resümee schrieb Lester, dass bis zum Ausbruch des Krieges 1914 Asquith als einer der größten Parlamentarier und Premierminister überhaupt zu sehen sei, da seine Karriere bis hierhin ein ununterbrochener Erfolgslauf gewesen war. Der Krieg habe dann zu einem persönlichen Ansehensverlust geführt und Asquiths stures Festhalten an der Führung der Liberalen Partei verbunden mit seiner Auseinandersetzung mit Lloyd George zum beschleunigten Niedergang der Liberalen Partei geführt.
In einer Umfrage der BBC unter Historikern, Politikern und politischen Kommentatoren, bei der die Abstimmenden den besten Premierminister des 20. Jahrhunderts wählen sollten, belegte Asquith den vierten Rang (hinter Churchill, Lloyd George und Clement Attlee).

## Ehrungen
Asquith war seit Mai 1925 auf Vorschlag von Premierminister Stanley Baldwin hin Ritter des Hosenbandordens. Die Stadt London verlieh ihm die Freedom-of-the-City-Ehrenauszeichnung. Zudem war er ein Fellow der Royal Society. Nach ihm benannt ist das Asquith Bluff, ein antarktisches Felsenkliff am Südrand des Ross-Schelfeises. Nach seinem Tod wurde in der Westminster Abbey eine Gedenktafel für ihn angebracht.

## Veröffentlichungen
- The Genesis of the War. Cassell & Co., London 1923.
- Studies and Sketches. George H. Doran, New York 1924.
- Fifty Years of Parliament. 2 Bände. Cassell & Co, London 1926.
- Memories and Reflections. 2 Bände. Cassell & Co., London 1928.